# Episoder af Bonderøven
Bonderøven er et livsstilsprogram, der er blevet produceret og sendt på DR2 og senere på DR1 efter serien fik stor succes. Programserien handler om Frank Erichsen der forsøger at skabe sig en selvforsynende tilværelse på sin gård på Djursland med sin familie. Programmet havde premiere 23. marts 2008 og er indtil videre blevet sendt i 15 sæsoner af varierende længde.

## Serieoversigt
| Sæson | Afsnit | Oprindeligt sendedato | Oprindeligt sendedato |
| Sæson | Afsnit | Først sendt           | Sidst sendt           |
| ----- | ------ | --------------------- | --------------------- |
| 1     | 8      | 23. marts 2008        | 11. maj 2008          |
| 2     | 12     | 11. januar 2009       | 20. marts 2009        |
| 3     | 7      | 9. november 2009      | 20. december 2009     |
| 4     | 8      | 14. marts 2010        | 2. maj 2010           |
| 5     | 10     | 17. oktober 2010      | 18. december 2010     |
| 6     | 8      | 23. marts 2011        | 11. maj 2011          |
| 7     | 10     | 23. august 2011       | 1. november 2011      |
| 8     | 12     | 21. marts 2012        | 5. juni 2012          |
| 9     | 9      | 3. september 2012     | 1. november 2012      |
| 10    | 10     | 17. januar 2013       | 21. marts 2013        |
| 11    | 10     | 22. august 2013       | 24. oktober 2013      |
| 12    | 10     | 16. januar 2014       | 20. marts 2014        |
| 13    | 10     | 22. oktober 2014      | 23. december 2014     |
| 14    | 10     | 7. januar 2015        | 11. marts 2015        |
| 15    | 12     | 15. oktober 2015      | 23. december 2015     |
| 16    | 10     | 7. januar 2016        | 17. marts 2016        |
| 17    | 10     | 25. august 2016       | 27. oktober 2016?     |
| 18    | 10     | 5. januar 2017        | 9. marts 2017         |
| 19    | 11     | 24. august 2017       | 2. november 2017      |
| 20    | 7      | 4. januar 2018        | 15. februar 2018      |
|       |        |                       |                       |
| 2019  | 21     | 3. januar 2019        | 17. december 2019     |
| 2020  | 21     | 17. marts 2020        | 16. december 2020     |
| 2021  | 21     | 4. maj 2021           | 14. december 2021     |
| 2022  | 18     |                       | 29. november 2022     |

## Episoder

### Sæson 1: 2008
Første sæsons redaktion:
- Mogens Elbæk
- Peter Palm
- Peter Wath
- Rikke Lauridsen

| Afsnit | Først sendt    | Resume |
| ------ | -------------- | --- |
| 1-1    | 23. marts 2008 | Frank giver et hurtigt overblik over hvad der skal laves på hans nye gård. Der plantes køkkenhave; planterne er sat til forspiring ved sydvæggen. Der lægges gammel halm med hestemøg under de små frugttræer. Den gamle stald tømmes for for skrammel, blandt andet en gammel Chrysler Simca, som Theresa hjælper med at få trukket ud til vejen. Det er meningen, at der skal være heste og geder i stalden. En gammel firhjulsvogn skæres til genbrugsjern og brænde. Der bygges et hønsehus i bindingsværk - tømmeret klunses fra bag naboens lade hvor resterne af naboens gamle nedrevne tag ligger. En gammel eldrevet slibemaskine sættes i stand og bruges til at slibe værktøjet. Frank samler urter til en restaurant i Århus; gederams denne gang. Der fjernes skræpper fra marken, da de tørrer dårligt og derfor ødelægger høet. |
| 1-2    | 30. marts 2008 | Der bygges et gåsehus. Der samles storkenæb, kvan, vild pastinak, døvnælder, bladbede, birkesaft, og hyldeblomst til restauranten i Århus. Frank har fået lov at tappe birkesaften i en nærliggende skov. De indsamlede naturprodukter afleveres på restauranten Malling & Schmidt i Århus; Frank smager sorbetis og karamel lavet af blandt andet birkesaft. Simcaen, gamle traktordæk, og en gammel vaskemaskine bliver givet væk. Gåsehuset er færdigt, og der sættes listebeklædning på siderne på hønsehuset, samt tag. De 14 dage gamle brune danske landhøns ankommer og sættes ud i det nye hønsehus, og de 4 uger gamle danske gæs sættes ind i gåsehuset. |
| 1-3    | 6. april 2008  | Naboen Jørgen hjælper Frank med at lave høstativer på den gamle facon. Der luges ud i kartoffelbedet. En trillebør repareres med reservedele fra en anden gammel trillebør. Der mures en skillemur op i det nyistandsatte hus hvor Frank og Theresa skal bo i vinter. Gæssene flyttes over i en ny indhegning. Hestene Bellis og Mammut er kommet hjem til gården; Mammut har være til træning i at blive arbejdshest. |
| 1-4    | 13. april 2008 | Frank får besøg af Børge, som skal lære Frank at drive landbrug med heste som trækdyr. Frank skal have geder; der laves gedestald. Gederne ankommer og sættes i den nye gedestald. Der laves nye porte til stalden, af brædder klunset fra nedrivningen af Saxøgården. Der høvles en halvstaf-udsmykning i brædderne til porten. Frank har fået flere høns, og har fundet ud af at det ikke er særligt smart at have hanerne i hønsegården lige uden for soveværelsesvinduet klokken 5 om morgenen. Frøene høstes fra tørret kørvel, og sås i køkkenhaven. Der høstes tomater fra de tomatplanter som blev sået fra tomater købt i Brugsen. Der er blevet lavet en udendørs indhegning til gederne. Der er høstet skalotteløg og rødløg som slettes og hænges op, efter at Frank har tjekket i sin yndlingsbog Håndbog i Selvforsyning. Frank går på opdagelse på loftet af det gamle stuehus, som er fuldt med gammelt kram. |
| 1-5    | 20. april 2008 | Der sættes beslag på den nye port til stalden. Badeværelset i det nye hus bliver ikke færdigt før vinteren. Bageovnen står oppe i en gammel stald, da det er det eneste sted, hvor der er strøm nok. Den første ged dræbes med jagtriffel og slagtes, begge ting for åben skærm [det skabte dog tilsyneladende ikke den store forargelse, i modsætning til afsnit 4-1, hvor en lignende slagtning skabte stor debat i medierne]. Frank høster boghvede, som han håber at kunne bruge i stedet for ris. Claude poder et pigeon-æble på et lille nyt æbletræ ved okulation. Frank bygger ihærdigt på det nye hus, så han og Theresa kan flytte ind før vinteren starter. |
| 1-6    | 27. april 2008 | Der slagtes hanekyllinger (for åben skærm, ligesom geden i de det foregående afsnit). De aflivede hanekyllinger puttes i varmt vand og plukkes. Der plukkes æbler, og de laves til æblemost ved hjælp af en gammel kompostkvævn og en presser. Æblemosten puttes på flasker og henkoges. Der høstes hasselnødder på skellene mellem markerne. Porten til stalden samles og hænges op. |
| 1-7    | 4. maj 2008    | Boghveden er tørret, og tærskes med plejl. Boghvede-kernerne renses med et gammelt renoveret mekanisk renseværk. Hasselnødderne fra hegnet er tørret, og kælderen er fyldt med henkogte og syltede frugter og grønsager. Æblemosten fra sidste afsnit var ikke blevet steriliseret godt nok, så den var begyndt at gære, så Frank har har givet næste produktionsgang mere varme. Frank henter opgravede aflejringer som er blevet gravet op fra lillemølleåen, mest sand, som skal bruges til grønsagsopbevaring så grønsagerne er fugtige uden at rådne. Sneglene har spist mange af grønsagerne i køkkenhaven. Der høstes rødbeder og pastinakker til vinteropbevaring i kælderen i en kasse med sand over og under. Midten af november er passeret, og det gamle stuehus er meget koldt, så Frank har travlt med at gøre det nye hus færdigt. Naboen har pløjet Franks mark, og der samles sten. Hesten Mammut trækker en nitands-harve over marken, så jorden bliver mere egnet til såning. Frank og naboerne plukker æbler, så Frank og Claude kan lave cider. Æblerne kværnes og presses. |
| 1-8    | 11. maj 2008   | Gulerødderne høstes, og lægges i kule. Theresa handler i supermarkedet i Grenå, mens Frank venter i bilen, da Frank ikke kan lide supermarkeder. Det nye hus nærmer sig at være færdigt, bortset fra badeværelset, og der flyttes møbler ind. Nogle af gæssene er blevet slagtet og frosset ned - de sidste fem skal avle næste generation. Hønsene har lagt deres første æg, og alle hanerne på nær en er slagtet. Gederne får sat øremærker i. Der hugges brænde til opvarmning af huset. Frank fortæller om sine planer for det næste år. |

### Sæson 2: 2009
Anden sæson blev vist første gang i perioden 11. januar til 29. marts 2009 og består af 12 afsnit.
Anden sæsons redaktion:
- Egon Rix
- Mikkel Tyrrestrup
- Mogens Elbæk
- Peter Palm Hansen
- Peter Wath
- Rikke Lauridsen

| Afsnit | Først sendt      | Resume |
| ------ | ---------------- | --- |
| 2-1    | 11. januar 2009  | 1500 kg jernskrot er blevet kørt væk. Kastanjetræet i gården er blevet beskåret. En gås lægger på æg, og andre æg er blevet sendt til kunstig udrugning. Der laves smig til et midlertidigt tunneldrivhus. Der fjernes sten fra den nye mark, som er blevet pløjet og harvet - marken harves for tiende gang. Frank finder en Cyclone håndholdt såmaskine frem, og bruger den til at så havre på marken. Der køres derefter en sæddækkerharve over marken, ved håndkraft fordi marken er så lille. Alle tre gimmere har fået gedekid, men en af gimmerne døde efter at have fået et kid. Kiddet har af Theresa fået navnet Lillen, fordi han var så lille, og en ny gimmer er købt for at give kiddet mælk. Stalden skal laves til værksted, så pigstenene skal fjernes og erstattes med teglgulv, væggene skal skures og kalkes, og der skal laves loft. Frank har efterhånden en stor samling gamle vinduer til genbrug, og nogle af den bruges til en mistbænk. Theresa er gravid og skal føde til september, og Theresa og Frank har med møje og besvær fundet en juno barneseng; Frank rammer sengen med traktoren, og er bange for om den er totalskadet. |
| 2-2    | 18. januar 2009  | Frank har sået hestebønner for at have foder til gederne; der luges mellem de nye planter. Stuen, hemsen, og køkkenet i det nye hus er færdige, og badeværelset er ved at blive lavet. Gæsten John kommer på besøg med en traktortrukket kartoffelplanter, og der plantes sava vinterkartofler på marken. En høne ligger på seks æg. Der er forår, og køkkenhaven er tilsået; der er masser af boghvede som har selvsået. Der høstes asparges. Tunnel-drivhuset samles med skruer, hegnstråd, og klar plastik. Der er blevet købt en 1982 Ford Fiesta til Theresa. Der er købt et nyt bilbatteri til den gamle Toyota, som ved næste syn i 2009 kan få veteranstatus. Frank har fået en jumpe af en nabo, som har håber på at kunne sætte i stand, og kunne spænde bag Mammut. |
| 2-3    | 25. januar 2009  | Frank henter 7 gæslinger hos den gode fjerkræ-udruger Johannes. Efter fire år har der stadig ikke været nogle spiselige pære på det store pæretræ; hvis der ikke kommer nogen i år, så skal det skæres ned og podes med Claudes hjælp. Der opmures et hul i staldvæggen der hvor der skal være værksted. Malik får lov at gå på opdagelse på halmloftet i den store stald; Frank tales om hvorfor hans sibiriske husky Malik står bundet så tit. På marken er den sorte havre på vej op, mens kartoflerne ikke er kommet op endnu. Der er ved at være tomt for konserverede madvarer i kælderen. Hvidkålen i kælderen er spiret, og plantes derfor ud. Der laves blevet lavet en ny større indhegning til gederne. Jordskokkerne som var blevet lagt til vinterlagring er spirret, da Frank og Theresa ikke nåede at spise dem. Et gedekid er undsluppet indhegningen, og moderen Brune bræger ulykkeligt efter det. Claude og Frank skal på drengetur til Frankrig. |
| 2-4    | 1. februar 2009  | Claude har fundet æg i en forladt fasan-rede, som en af Franks høner har udruget 5 af. Mammuts seletøj repareres. Der fjernes pigsten fra stalden, hvor der skal være værksted, og der lægges murstensgulv mens gedekiddet Lillen kravler rundt på Franks ryg. Gæslingerne som står i det gamle stuehus får lov at komme ud om dagen. Frank viser nogen af de bøger der står i Frank og Theresas reol. Frank fortæller om hvor meget han bruger håndværktøj som riven, i stedet for hestetrukne redskaber. Kålen som er forspiret i mistbænken plantes ud - i år plantes spidskål, blomkål, rosenkål, og broccoli, men ikke hvidkål, som ikke blev spist sidste år. |
| 2-5    | 8. februar 2009  | Der plantes blommetomater ud fra mistbænken til drivhuset. Gæslingerne spiser godt og vokser hurtigt. Der vaskes vinduer i alle bygningerne. Der er lavet gulv og mur nok i værkstedet til at høvlebænken kan sættes ind. Frank fortæller om det nuværende køkken, og hvilke planer han har for køkkenet. Der plantes æbletræer ud i køkkenhaven, som stammer fra pulpen fra da der blev lavet cider; der står også 16 mandeltræer fra Frankrig og æbletræer fra sidste år. Frank og Claude har været i Frankrig ved Claudes nye ejendom. De reparerer en dæmning så de har et sted at bade. De samler råvarer i den franske natur. Frank har et segl til at slå græs med hjem fra Frankrig. Frank binder knuder på sine hvidløg, fordi Claudes bedstemor siger at det forhindrer dem i at gå i stok. Der er gået bladlus i nogle få af hestebønnerne. |
| 2-6    | 15. februar 2009 | Torsten fra restauranten Malling & Schmidt i Århus kommer forbi og henter råvarer. Frank plukker radisser, rød melde, bladbeder, og hyldeblomst til Torsten. Junosengen, som blev ødelagt ved et traktoruheld, repareres. Den gamle utætte dør til det lille hus skal erstattes med en dør, Frank har fået fra naboen, hvori to fyldninger og bundstykket er blevet skiftet. Der skiftes også træ i karmen. Frank høster grønt til gederne med le. Der er kommet en ny gedebuk Anton, fordi den gamle buk var for hård ved kiddene. Frank reparerer sine bukser på sin bedstemors gamle symaskine. |
| 2-7    | 22. februar 2009 | Den gamle gedebuk er blevet slagtet, og noget af kødet laves til pølser. Frank har en gammel kødhakker som kan bruges til at hakke og fylde på pølserne, efter at pølsetragten er blevet gjort kompatibelt modificeret med en fetabøtte. Der laves tre slags pølser. Bundstykket til den nye dør skæres ud af egetræ med en rundsav, og der laves en fals med rundsav, økse og høvl. Høet på marken er blevet slået for tre dage side og vendes med traktor. Den sorte havre og kartoflerne på marken står godt. Der bliver målt op til vask, bord og vaskemaskine på badeværelset. Der skæres og stemmes træ til badeværelsesbordet. Fasanungerne og gæslingerne er vokset. Frank viser det gamle rustne savværk som står i laden; Frank fortæller hvorfor han godt kan lide gammelt værktøj som er gammelt og derfor simpelt at forstå og reparere. |
| 2-8    | 1. marts 2009    | Frank laver "mælk" af mælkepulvererstatning til naboen Johns tyrekalv på Næsgård, da moderen ikke vil kendes ved kalven. Frank og Theresa plukker jordbær. Bundstykket skrues på den nye dør. Den gamle dør saves ud med bajonetsav, og den nye dør sættes i. Hvidløgene er lagt til at tørre i det gamle hus. Det er ikke til at sige om det hjalp at binde knude på hvidløgene når hvidløget går i stok, som Claudes bedstemor gjorde, mens det tilsyneladende har virket bedre at klippe toppen af. Franks kasket bliver repareret med nål og tråd. Kasketten hang på karlekammeret da Frank overtog gården. Hestebønnerne er høje og ranglede, og i fare for at vælte på grund af sydvestenvinden fra marken ved siden af. Frank taler om hvilke ting han kan selvforsyne med, og hvilke ting han altid vil købe. Der laves en hørive af asketræ, primært med økse. |
| 2-9    | 9. marts 2009    | Fasanungerne er blevet spist af en mår, fordi de ikke ville gå ind om natten efter at rugehønen mistede interessen for dem. Der er sat en mårfælde op. Frank fortæller om den gode økse han har fået af en lærer på en højskole i Norge, og som han bruger til at lave sin hørive. Hørive-skaftet gøres rund med en båndkniv, hvorefter den sidste afrunding laves med en speciel høvl. Frank laver nogle 12mm rivetænder til en kratte om til 10mm rivetænder til høriven. Tomatplanterne i tunnel-drivhuset vokser godt. Hunden Malik kan godt lide atv spise ærter. Frank fortæller om retfilede og krydsfilede save. Toppene tages af nogle af kartoffelplanterne, så planterne ikke bliver syge; sidste år mistede de næste alle kartoflerne til kartoffelskimmel. Frank modtager en lastbilfuld støbemiks til at støbe blandt andet fundament til drivhus med. Der et blevet gravet ud til fundament til et viktoriansk drivhus. |
| 2-10   | 15. marts 009    | Frank er bange for kartoffelskimmel på sava-kartoflerne. Et brændekomfur Frank har købt i Den Blå Avis skal sættes op inde i huset. Theresa er højgravid og badeværelset et færdigt. Der bankes hul til døren til det nye drivhus. Der støbes fundament til det nye drivhus. Marken med den sorte havre har lagt sig ned på grund af regnvejr. Frank laver et mejered som skal bruges til at høste den sorte havre. Frank bruger en snittebænk til at lave pinde til en mejered, samtidigt med at han fortæller om sin tid som ulønnet lærling i Norge. Pindene dampes så de bliver bøjelige. Hestebønne-planterne høstes og lægges til tørring. Broccolien i køkkenhaven er mislykkedes, mens spidskål, blomkål, og rosenkål er lykkedes. |
| 2-11   | 22. marts 2009   | Der samles frø fra en tørret rød melde. Mejeredet gøres færdigt. Der sættes en stolpe op for a hjælpe med at bære en gren af et cox pomona æbletræ. Frank får besøg af Niels, som viser hvordan man høster korn med le. Det går så hurtigt, at de må tage hen og øve sig på naboen Næsgårdens mark. Kornet bindes til neg, som skal tørre på marken. Gedekiddene får sat øremærker i, startende med Lillen. Der blandes mørtel for at pudse hvælving i den nye dør til drivhuset op. Den reparerede junoseng samles. |
| 2-12   | 29. marts 2009   | Havre-negene køres ind i laden. Der føres el og vand igennem væggen til drivhuset, vandrøret ved hjælp af en rørskærer-maskine Frank har lånt af sin far. Der er blevet sat midlertidigt hegn op i hestefolden, fordi kommunen vil kloakere landsbyen, men hesten Bellis har fundet ud af at forcere hegnet. Der graves en simshøvl frem af værkstedslageret, som bruges til at justere bundfalsen af dørene til drivhuset. Dørkarmen skrues i væggen. Tunnel-drivhuset er fyldt med modne tomater, de tre pæneste udvælges til at blive til tomatfrø til næste års tomatplanter. Der laves ketchup af de høstede tomater; som eddike bruges hjemmelavet æbleeddike, lavet fra cider. Frank og Theresas søn er blevet født for halvanden uge siden og vises på TV for første gang. |

### Sæson 3: 2009
Tredje sæson blev vist i perioden 8. november til 20. december 2009 og består af 7 afsnit.
Tredje sæsons redaktion:
- Mikkel Tyrrestrup
- Mogens Elbæk
- Peter Palm Hansen
- Peter Wath
- Rikke Lauridsen

| Afsnit | Først sendt       | Resume |
| ------ | ----------------- | --- |
| 3-1    | 8. november 2009  | Gedekiddene tages fra mødrene, og flyttes til en ny indhegning. Der laves et nyt flytbart tunnel-hus til gedekiddene; en vandtæt presenning bruges som midlertidigt tag. Der samles porrer, gulerødder, pastinak, og persille til en suppe. Der er tilsyneladende ikke nogen knolde på knoldsellerien, som Frank mistænker for at være bladselleri. Frank taler om at lave sine egne frø, og toårige planter som sætter frø hvert andet år, så som persille og radisser. Der laves suppe ud fra en opskrift i Den Lille Gæstgiver. Køkkenresterne gives til hønsene, og der samles æg. Beslag tages af vinduer på det gamle hus, for at kunne genbruges til det nye hus. Maling slibes af diverse jerndele til de nye vindue. Det er Franks fødselsdag, så Dannebrog hejses op i glasfiber-flagstangen. John kommer på besøg med en traktortrukken kartoffeloptager.                                              |
| 3-2    | 15. november 2009 | Det nye drivhus mures op af genbrugsmursten, klunset fra nedrevne mure og derefter renset. Vædderen er fjernet fra hunfårene, så de kan komme i bedre foderstand før de bliver gravide igen. Lillen er oppe i samme størrelse som de andre kid, og er frygtelig kælen og godt på vej til at blive en kæleged. Thesera rister kaffebønner og forklarer, hvorfor hun ikke bruger instant kaffe. Der laves jævnt betongulv i den gamle kostald. Der graves en kartoffelkule. De tørrede hestebønne-planter tærskes med et plejl. Æbler kværnes og presses til saft, til Frank og Claudes ciderproduktion. Frank tager til Den Gamle By i Aarhus, hvor bødkeren Lars lærer Frank at lave en egetræstønde. Først skal der laves en strygemodel, til at placere stavene i tønden. |
| 3-3    | 22. november 2009 | Bliktaget sættes på gedekiddenes hus, da gedekiddene havde en vane med at gå på det midlertidige presenningstag. John kommer på besøg med traktor med grøde fra Kolindsund-kanalerne til gødning. Jørgen kommer på besøg og pløjer marken. Gedekiddenes klove klippes. Cox orange-æbletræet er begyndt at give æbler igen. Gæssene går under æbletræerne og spiser alle nedfaldsæblerne. Golden delicious æbler smager meget bedre, når de har hængt længe på træet. Æblerne lægges til vinteropbevaring i kælderen. Der er blevet lavet æblekage med flødeskum. Der laves et beslag så gederne kan fikseres mens de spiser, så de ikke stjæler hinandens mad. Lillens øre er blevet kløvet på tværs fordi øremærket havde sat sig fast; Frank har prøvet at sætte øret sammen igen med malertape. Frank fortsætter med at prøve at lave en egetræstønde. Tønden hærdes ved at brænde savspåner af inde i tønden. |
| 3-4    | 29. november 2009 | Frank tager mål til et vægskab til julegave til Theresa. Frank bruger en nyistandsat kapsav til skabet. Frank besøger Anne-Margrethe for at få en motor til og lære at bruge sit tærskeværk. Frank bruger sit Dania vægtsorterer 3B tærskeværk til at tæske korn. Det nymurede murværk til drivhuset dækkes til med plastik mod frostsprængning. Frank har fået besøg af Henning, som er født og opvokset i Revn, og som har været karl på gården engang, ligesom sin far. Henning beskriver, hvordan gåden og dens jord så ud dengang - det hus som Frank og Theresa bor i var engang grisehus. Hønsene er holdt op med at lægge æg; Naboen Anne-Margrethe har foreslået, at det er fordi de ikke får lys nok, så der er sat en pære op. Der er lavet er repos med fliser til brændeovnen; fliserne på reposet fuges. Frank fodrer dyr med Johan på slæb.                                                        |
| 3-5    | 6. december 2009  | Frank og Theresa bruger en småkageskærer-maskine til at lave brunkager. Rotterne og musene har spist næsten alt den sorte havre som har ligget og tørret, så der kun er kommet dobbelt så meget udbytte som der blev sået på marken. Theresa laver fordej til honningkagehjerter. Hønsene er begyndt at lægge æg igen, efter der er blevet sat lys op inde i hønsehuset. Brandekomfuret er blevet sat ind, men der er ikke tid til at slutte det til skorstenen i tide til at bruge det til at lave julemad på. Kanen vaskes og sættes i stand; der laves en ny mede. Gæssene slagtes og plukkes; kråsen vises frem. Frank høster vanris ved hasselbuskene, for at kunne lave en kælk til Johan. Der støbes stearinlys af stearinlys-stumper fra en restaurant. |
| 3-6    | 13. december 2009 | Theresa koger grønkål til grønlangkålsboller. Theresa laver et lille juletræ, og hænger julepynt op. Theresa bager et stort honningkagehjerte af den gemte dej. Frank arbejder videre på Theresas vægskab. Theresa strikker en cardigan til julegave til Frank. Frank har fået lov til at fælde nogle træer i en nærliggende skov. I en pause i træfældningen laves et bål af tørre grankviste. Theresas mor hjælper Theresa med at lave vaniljekranse. |
| 3-7    | 20. december 2009 | Frank, Theresa og Johan besøger Franks forældre i Agerskov. Der fældes et juletræ til Franks forældre. Frank viser det stykke jord, hvor han har eksperimenteret siden han var 11 år; han har lavet et lille hus, et drivhus, en lille vindmølle og små marker med raps og hør. Der steges gås. Theresa tegner til-og-fra kort til julegaverne. Den nye mede monteres på kanen. Theresa strikker videre på Franks julegave, som tager længere tid end beregnet. De sidste fem neg med sort havre sættes på stolper til fuglene. Theresa laver en julestjerne til toppen af træet. Frank gør status over alle årets færdige, halvfærdige, og endnu ikke startede projekter. Theresa får sit vægskab i julegave. Frank laver en rangle af enebærtræ til Johan. |

### Sæson 4: 2010
Fjerde sæson blev vist i perioden 14. marts til 2. maj 2010 og består af 8 afsnit.
Fjerde sæsons redaktion:
- Anders Roholt
- Mikkel Tyrrestrup
- Mogens Elbæk
- Peter Palm Hansen
- Peter Wath
- Rikke Lauridsen

| Afsnit | Først sendt    | Resume |
| ------ | -------------- | --- |
| 4-1    | 14. marts 2010 | Dagene er blevet længere efter vinteren (det er februar). Frank giver en oversigt over planerne for året - han vil ikke love at bygge det nye bindingsværkshus, men har planer om at gøre drivhuset færdigt, at få grise, malke sine geder for første gang, og at dyrke hvede til eget mel. Her før planterne er kommer op af jorden er et godt tidspunkt at fjerne ukrudtsrødder på. Der er stadig æbler i vinterlageret i kælderen - fillippa, golden delicious, og rød ingrid æbler har holdt sig godt, mens Laxton's Superb (som Frank sidste år troede var cox orange) er mugne udenpå. Der vælges æbler til æblegrød. Der skal laves en spaltekniv til rundsaven, som skæres ud af en gammel jernplade fra en skorsten. Kompostbunken flyttes, og den omsatte del af komposten fordeles i køkkenhaven. Der fjernes træstubbe, som var gemt under kompostbunken med hakke og spænderem. En ged aflives med boltpistol (dette skabte stor røre i en artikel i Ekstrabladet med en kvinde, som påpegede at de havde set afsnittet med deres børn. Aflivningen sker også meget pludselig, uden optakt. Der var blevet aflivet dyr før i afsnit af Bonderøven, første gang i afsnit 1-5, uden at det var blevet bemærket i andre medier). Frank overvejer at garve skind til en kørepose til Johan. Endnu en ged slagtes, men Lillen bliver ikke slagtet, fordi den er blevet til kæleged. Der plantes mistelten på træerne. Der skal laves grisefold ved siden af laden med grisestald inde i sideskuret, som er bygget op af laden; først skal der fjernes en masse jern, sten og glas som ligger på jorden som affald. |
| 4-2    | 21. marts 2010 | Toyotaen er blevet sandblæst. Den er nu gammel nok til at være veteranbil. Ladet er blevet skåret af, og skal erstattes med et trælad. Døren skal rustbehandles, og taget og forruderammen skal erstattes. Frank og naboerne klunser glasplader fra et nedlagt drivhus. Der plantes kirsebær-grundstammer af typen colt. Frank overvejer at købe ekstra jord til at udplante de små frugttræer som lige nu står i køkkenhaven. To, måske tre, af hun-gederne er drægtige. Både Sorte og Brune er drægtige; Sorte er sund og frisk, mens Brune er mat i pelsen. Frank er ikke sikker på om geden Lille Sorte er drægtig. Der tages opmålinger til det nye drivhus. Der laves bundrem af egetræ til drivhuset, som saves på rundsaven. Kartoflerne forspires inde i det gamle hus; mange sava-kartofler, en kasse med Claudes røde aflange kartofler, og et bord fuld af King Edward-kartofler. King Edward skal plantes langt væk fra de andre kartofler, da de ikke resistens mod kartoffelskimmel. Dynamoen i Major-traktoren er i stykker, så batteriet ikke kan lade ordentligt, og et startrelæ er i stykker, så den skal startes med en svensknøgle. Der køres sten og senegræs væk med traktor, og Frank henter stykker af poppel-stamme som skal bruges til bistader. Cideren er blevet omstukket og renset ved lav temperatur i løbet af vinteren, og er nu sat et varmere sted og er begyndt at gære. |
| 4-3    | 28. marts 2010 | Den store rustne maskinhøvl skal sættes i stand, til når der skal høvles egetræ til drivhuset. Frank har fået en kompressor, som bruges til at sprøjte olie på maskinhøvlen. Gæssene er begyndt at lægge æg; æggene samles og lægges i kælderen, og vendes en halv omgang hver dag. Ved at samle de befrugtede æg, kan man lægge ti æg som vil klækkes samtidigt ned under den en gås, når den begynder at ruge. Der høvles egetræ. Træstykket i drivhuset, hvor glasses skal hvile på, er kopieret fra drivhuset, hvor glasset blev klunset fra. Der samles tagrør, som eksperiment med tanke på at ståtække det nye stuehus, der skal bygges. Brune har født forårets første gedekid; kiddet er ret lille, fordi Brune ikke ville spise ordentligt i løbet af vinteren. Det som endeligt fik Brune til at spise ordentligt var græs-ensilage, som Frank fik af naboen som har Jersey-køer, så Frank har planer om at lave sin egen ensilage til næste vinter. Frank taler om, hvorfor man altid skal starte med at bruge de bedste materialer/værktøjer først, i stedet for at gemme dem til endnu ikke planlagte projekter. Der sås hestebønner på et 20*8 meter stykke med en gammel såmaskine fra et gartneri i Roskilde. Ud over bønnerne så håber Frank at lave ensilage af planterne. Der forspires planter indenfor bedvinduet; der bliver nævnt agurker, squash, rosenkål, spidskål, hvidkål, rødkål og shetlandsk grønkål. |
| 4-4    | 4. april 2010  | Der gødes med hestemøg i køkkenhaven; møget lægges i klynger og spredes derefter ud. Sorte har fået to store bukkekid. Frank er så småt begyndt at malke gederne, især Brune som kun har et lille kid at give mælk. Der laves justering i falsen på træet til drivhuset, så når glasplader lægges overlappende så er glasset understøttet hele vejen. Tagrørene er kørt hjem. Frank har alt udstyret til at avle bier fra den gang han blev konfirmeret, men fandt aldrig en vild bisværm. Nu vil Frank bruge en udhulet poppelstamme som bistade, inspireret af den måde de holder bier i hule udrødnede kastanjetræer i Frankrig. Poppelstammen udhules med motorsav, kiler og forhammer. Trækonstruktionen til drivhuset samles. Frank sætter to gamle sæddækker-harver i stand. Frank fortæller om forskellen mellem ukrudtsharver, sæddækkerharver, spidstandsharver, og fjedertandsharver. Frank harver marken med sæddækkeren trukket af Mammut. |
| 4-5    | 11. april 2010 | Der blev plantet kirsebærkerner sidste år i køkkenhaven, og de er vokset frem. Da kirsebær ikke er frøfaste vil træerne som kommer op være fuglekirsebær, men man kan pode på dem. Det skal sås ølandshvede, som Frank har fået af en ekspert ved navn Jørn Ussing. Ølandshveden er hårdfør, og har et højt proteinindhold selv uden stor tilførsel af gødning. Der sås ølandshvede med Cyclone så-maskinen. Frank har fået lavet nye tænder til sin gamle rullerenser hos smeden. Samtidigt får Frank lavet otte beslag til det nye lad på Toyotaen. Frank er i naboens "allé" af hasseltræet, hvor han formerer hasselbuske ved nedkroning. Hvedemarken skal tromles; Franks egen tromle er ikke sat i stand endnu, så smeden Tom kommer med sin traktortrukne jerntromle i stedet. De nye tænder til rullerenseren bøjes og sætte på rullerenseren. Der fjernes sten fra marken. Toyotaen er er blevet rustbehandlet, malet, har fået ny forrude, er blevet undervognsbehandlet, har fået ny kofanger, og Frank er nu i gang med at lave det nye trælad. |
| 4-6    | 18. april 2010 | Rullerenseren males i den oprindelige grønne farve. De store vildæbletræer i æblehegnet skæres ned og podes med franske cider-æblesorter. Der laves askeskaft til rullerenseren. Der radrenses med rullerenseren mellem hestebønnerne. Der skal sås foderroer; Frank fortæller om hvordan der i uforarbejdede roefrø er fire frø per partikel, hvor man bagefter skulle ud og hakke roer for at fjerne de ekstra planter, hvor moderne forarbejdede roefrø er en stor partikel per frø. De uforarbejdede roefrø sås med Planet Junior såmaskinen. Der er forår, og det nye drivhus er endnu ikke færdigt, så der laves en midlertidig misbænk. Squashplanterne plantes om. Frank saver træ til Toyota-ladet, og steger gås (samtidigt). Det er lykkedes at udruge gæslinger på gården, ud over dem som bliver udruget hos Franks forældre. |
| 4-7    | 25. april 2010 | Frank har fået seks æg udruget; der burde have været flere, men den ene gase er tilsyneladende ikke så god til at befrugte æggene. Desuden har Frank fået to moskusænder. Frank har også nogle månedsgamle gæslinger, som får en ny indhegning inden i den store afhegning, så de voksne gæs kan vende sig til dem. Flaskerne til cider skoldes med varmt vand, og cideren tappes på flasker med en blanding af patentlåse, kapsler, og korkpropper. Stolper til afgrænsning af bedet støbes på plads med beton. Frank henter kløvede kampesten fra naboens nedrevne stald. Ølandshveden, foderroerne og hestebønnerne er spiret, men kartoflerne er endnu ikke til at se. Franks hat er ved at falde fra hinanden; en hattemager i København kalder det en Bellahøjkasket, og har sagt at det ikke er til at finde en ny. Mange seere har sendt hatte til Frank, men det er først nu lykkedes en seer at finde en magen til. Frank får leveret 25 kubikmeter egetræ, som skal bruges til det nye stuehus. |
| 4-8    | 2. maj 2010    | Frank henter stammer i skoven til at beklæde grisehuset, som køres på savværket. Der hakkes roer, som er blevet plantet alt for tæt. Der plantes hvidkål imellem roerne som eksperiment, så kålplanterne ikke står som tætpakket monokultur og derfor modtagelige over for sygdomme. Det er lykkedes for en høne at ruge fire kyllinger ud; en af dem fremvises for en begejstret Johan. Frank har prøvet at hyppe kartofler med Mammut, men Mammut løb løbsk med Frank og kartoffelhyppen hængende efter til fare for liv og lemmer. Det er ikke første gang Mammut er blevet bange, og Frank har indset at Mammut ikke kan bruges som arbejdshest, så måske skal Bellis bruges som arbejdshest i stedet. Stavselen, som Mammut havde på, er ikke til at redde, så Frank har kontaktet sine venner i Norge for at prøve at finde en ny. Roserne på gårdspladsen er for første gang blomstret, efter at kastanjetræet er blevet beskåret og der derfor er mere lys. Den pæne rosenbusk formeres ved nedkroning. En af gæslingerne har fundet ud af at undslippe folden. Hestebønnerne, foderroerne, ølandshveden og kartoflerne står godt; Frank håber at grisene kan stå for efterårspløjningen. Der sættes snore op, så hestebønnerne ikke vælter på grund af regnvejr. Johan prøver at smage et af de første jordbær. |

### Sæson 5: 2010
Femte sæson begyndte 17. oktober 2010 og består af 10 afsnit + et resume af året der gik.
| Afsnit | Først sendt       | Resume |
| ------ | ----------------- | --- |
| 5-1    | 17. oktober 2010  | Efter to år er gederne nu gamle nok til kunne malkes hver morgen. Gederne får ekstra foder så som roetoppe, fordi det er hårdt ernæringsmæssigt at blive malket. Frank har lavet et stakit med fiksering mens han malker gederne. Gederne giver to liter mælk per dag. Frank har besluttet sig til ikke at bruge de udhulede poppel-træstammer, men i stedet bruge 3 almindelige trustader. Tagene på to af staderne repareres. Drivhuset er færdigt, og planterne står flot, og auberginerne er allerede modne. Frank har fået en glarmester fra Grenaa til at hjælpe sig med glasarbejdet. To smågrise er ankommet til gården. Der er blevet sået gulerødder, som skal luges, og Frank prøver at få en af moskusænderne til at hjælpe til ved at spise dræbersnegle, som de plejer, men anden nægter at spise snegler for åbent kamera. Der er blevet ryddet op og smidt ud i sideskuret, hvor grisene skal gå; de pæneste ting er blevet lavet til et lille museum. Der er kommet mus ind i teknikrummet i det nye hus, ved at gnave sig igennem dørtrinnet, så der sættes en metalplade på dørtrinnet. Mejeredet finjusteres, og ølandshveden høstes med le til neg, mens naboen Karl-Erik kører på nabomarken med den store mejetærsker. Der skal laves en udendørs stak til hveden, med en rottesikker stakkefod, for at forhindre at rotterne igen spiser det meste af hveden. Frank, Theresa og Johan spiser frokost i marken.                                                    |
| 5-2    | 24. oktober 2010  | Hver tredje dag laves der halloumi ost af gedemælken. Mælken koges op, og citronsaft tilsættes for at få mælken til at skille. Vallen sies fra og gives til grisene. Røgpusteren til bistaderne repareres med rensdyrskind. Bierne er ankommet til gården, og vi kigger ned i staden med hjælp fra røgpusteren. Topremmen i sideskuret løftes, og bundremmen og sidevæggen skiftes. Grisene får valset byg med valle. |
| 5-3    | 31. oktober 2010  | Frank får hjælp af Niels og Ole til at høste det sidste ølandshvede. Johannes kommer på besøg og viser, hvordan man binder kornet til neg og sætter det på stak. Der laves en støbeform til punktfundamenter til stakkefod til kornet, og en fod støbes. Frank fortæller om sin øksesamling, og fortæller om skovøkse, bredbiløkse, og skarøkser. Frank har fået to øksehoveder uden skaft og laver et skaft til en af dem. Der er blevet høstet tre glas honning fra en af bistaderne, og Frank regner med at få meget mere, når bierne er bedre etableret. Hestebønnerne er blevet høstet og sat til tørring, og marken pløjet med traktor nu, da Mammut er erklæret uarbejdsdygtig. Frank er løbet tør for brædder til grisenes sideskur, så der sættes en midlertidig improviseret "bondebeklædning" op. Vand fra tagrenden ledes ned til grisene, så de kan få det sølehul som frilandsgrise skal have ved lov. Frank skal være alene hjemme med Johan i to nætter mens Theresa er i København, så Theresa er nervøs. Grisene skal flyttes til den nye stald, men grisene er mere interesserede i at gå på udforskning end i at følge efter Franks madskål. Frank og Johan får høreværn på, mens Frank bærer grisene, som skriger i vilden sky mens de bliver båret. Kameramanden Peter bærer Johan mens Frank bærer grisene; det er første gang Peter er med i optagelserne. |
| 5-4    | 7. november 2010  | De sidste punktfundamenter til stakkefoden støbes. Stakkefoden samles. Frank får besøg af en masse gamle bønder, som hjælper ham med at sætte ølandshveden på stakkefod. Frank, Theresa og Johan skal til Frankrig med Claude; høet vendes, og Frank håber, at det når at blive tørt, før han kommer hjem. Det sidste vindue sættes i drivhuset. Øksehovedet er renset, og det hjemmelavede økseskaft kiles fast, og øksen slibes. Det gamle hus er ved at blive tømt, før det skal rives ned. |
| 5-5    | 14. november 2010 | Frank, Theresa og Johan er taget til Claudes hus i den lillebitte by Malmazet i departement Ardèche i Frankrig, hvor Frank skal hjælpe med bygge Claudes hus og lære at lave gedeost og vin. Claude og Frank bygger en hvælving ved indgangen til huset. Der laves en træskabelon til hvælvingen. Frank taler om Mouritz, som leder sin fåre- og gedeflok langs vejen for at de kan spise grønt i vejsiderne. Frank samler små robinie-træer i en halv-udtørret flodseng, som han gerne vil plante hjemme på gården. Claude og Frank hjælper naboen med at samle spisekastanjer. Der ankommer et læs sand som skal bruges til beton. Der ristes og spises kastanjer til frokosten. Frank og Claude hjælper Mouritz med at høste vindruer til vin til Mouritzes eget forbrug. Claude og Frank har tappet harpiks af et fyrretræ. |
| 5-6    | 21. november 2010 | Sandet til beton køres over den spinkle bro, som ikke ville have kunnet holde til lastbilen, med traktor. Der fyres op i den store bageovnen otte timer før madlavningen startes, så ovnen kan nå at blive varm. Frank og Theresa tager på market. Frank viser et tomt bistade i en rådnet kastanjestamme, af den type som Frank havde planet om at bygge. Frank og Claude tager på indkøbstur i en fransk isenkræmmer, hvor Frank tilsyneladende overvinder sin normale frygt for forretninger. Der plukkes vindruer, og Johan hjælper Frank med at ribbe druerne. De tager på brugtmarket i Soyaux (sp?), hvor Frank køber fire osteforme. Hvælvingen mures færdigt, og næste dag kan træskabelonen fjernes. Morbærtræer, som engang har været brugt til silkeavl, strynes, og grenene gives til gedeholderen Antoinette. Antoinette viser Frank, hvordan man laver gedeost. Bageovnen er varm, og der laves pizza. |
| 5-7    | 28. november 2010 | Frank og Theresa er kommet hjem fra Frankrig, og robinietræerne plantes i køkkenhaven. Frank har også 2-300 frø med hjem, hvis de små træer ikke klarer det. Frank fortæller historien bag sin David Brown-traktor. Frank har fået traktoren af Theresas søsters svigerfar. Først dødsdømte mekanikeren traktoren, men naboen John fik den til at køre. Der laves afskærmning mellem sædet og hjulet. Der hyppes mellem kartoflerne; Theresa styrer traktoren, mens Frank styrer hyppeploven. Der plantes hvidløg. Naboen Karl-Erik propper jord oven på plastikken med ensilagen (sandsynligvis for at komprimere det). Frank har for mange penge købt schleswiger-hesten Waldfee til erstatning for Mammut. Mammut og Bellis skal sælges. Der sås rug på marken, som skal pløjes ned til foråret som grøngødning. Der er mange æbler i år, så flere vinballoner skal tages i brug. Frank laver trækasser til vinballonerne. Niels-Jørgen kommer på besøg for at hjælpe Frank med at bruge den nye hest Waldfee i marken. |
| 5-8    | 4. december 2010  | Frank har høstet alle cirka 500 kg kartofler med kastehjulsoptager alene, da naboerne havde for travlt. De sprækkede kartofler koges og gives til grisene. Frank prøver at lave en god æblekasse, ved at bruge resterne fra beklædningen til sideskuret. Waldfee strigles, og Niels-Jørgen kommer på besøg og viser Frank, hvordan man kører hestevogn med Waldfee. Der laves en ny vindskede til sideskuret. Sideskuret har gået nye brugte tagplader. Foderroerne er vokset fint, og bruges som foder til gederne. Drivhuset bliver brugt til at opbevare grønsager til vinteren. Frank har ikke fået samlet så mange æbler, fordi han ikke vidste, hvor han skulle gøre af dem, nu hvor det gamle stuehus måske skal rives ned i løbet af vinteren. |
| 5-9    | 11. december 2010 | Der slagtes geder; den kastrerede kæleged Lillen slagtes. Frank filosoferer over husdyrhold til kød. Frank rekrutterer Theresa til at hjælpe med at aftoppe foderroer. Frank vil lave roetopsensilage i en plastikbeholder. Plastikbeholderen til ensilage dækkes med plastik, og der fyldes vand ovenpå plastikken som vægt for at klemme tæt og gøre beholderen lufttæt, så der kan foregå en mælkesyregæring. Hestebønnerne er blevet tærsket på tærskeværket. Grisene får hvede, som Frank har klunset, og hestebønner. Hestebønnerne koges først, så toksinerne (forhåbentligt) uskadeliggøres. Negene på kornstakken er endelig tørret, og køres igennem tærskeværket. Frank forklarer, hvordan tærskeværket virker. Der har ikke været mus i kornstakken, men der har været rotter, uden at det dog har skadet kornet væsentligt. Mammut bliver sendt på prøve på et handikapridested, med håb om at de vil købe ham, og bliver afhentet. |
| 5-10   | 18. december 2010 | Embedsmanden Britta kommer for at bestemme om Frank skal have tilladelse til at rive det gamle stuehus fra 1775 ned. Fordi huset står med værdien 3 som bevaringsmæssig værdi på kulturarvsstyrelsens liste. Frank vågnede om nat ved at det sneede, så Frank har haft travlt med at dække halmen til. Halmen presses til baller i en relativt moderne ballepresser. Frank opsummerer alle arbejdsgangene som hvededyrkningen har krævet: pløjning, såning, ukrudtsharvning, høstning med le, samling i neg, opsætning på stak, tærskning, og presning af baller. Frank gætter på, at det totalt har taget 9 dages arbejde at producere kornet og halmen, hvilket nok er noget længere, end hvis han havde arbejdet som håndværker og brugt lønnen til at købe det. Grisene slagtes; vennen Jan viser Frank, hvordan man slagter en gris. Kødet skal hænge i fire dage. Tarmene renses også til senere brug som pølser. Grisen parteres. Mørbraden tages fra. Der laves rullepølse, og tages kød og fedt fra til medisterpølse og stegepølse. Derudover bov til hakkekød, suppeben, nakkefilet, kamsteg, stegeflæsk i skiver, ribbenssteg, ben til stegning, klumpen, schnitzler, skinkeculotte, mignon, skank, og skinkesteg. Spildkornet på jorden støvsuges op, så rotterne ikke får det alt for godt. Her sidst på året gøres der status over året, og planerne for næste år. Frank, Theresa og Johan tager på årets første kanetur, trukket af hesten Solveig (Waldfee omnavngivet). |
| 5-11   | 19. december 2010 | Se de bedste glimt fra året der gik på Kastaniegården. |

### Sæson 6: 2011
| Afsnit | Først sendt    | Resume |
| ------ | -------------- | --- |
| 6-1    | 23. marts 2011 | Der er blevet ryddet op i stalden, og bygget en ny midlertidig kostald. Frank har købt en Jerseyko (Maren) og hendes tyrekalv (Herman) af naboen, som lukker sin besætning og sælger alle sine køer. Det er kold vinter med masser af sne, så Frank vil i skoven og fælde træer, som kan fragtes hjem med tømmerslæde bag Solveig. Franks gamle tømmerslæde ombygges efter norsk design. Der muges ud i hønsehuset. Hønseracen gammel dansk landrace er indavlede, og kun en af Franks høner vil ruge. Hønsemøget blandet med hestemøg lægges som et lag under jorden i drivhuset, så varmen fra kompostering får planterne til at spire hurtigere. Inspireret af den gamle bonde Johannes prøver Frank at proppe halmstrå i skoen for at isolere. Frank har bygget en skurvogn til Theresa og til gæsteværelse. Frank har bygger skurvognen i en hal i Grenå, og Morten kører skurvognen hjem til Frank. Skurvognens understel er en gammel halmvogn med to vanger, vandfaste plader, isolering og bjælkelag. Siderne af lavet som skelet i regler med vindpap imellem, og det buede tag er et dobbelt lag af brædder. |
| 6-2    | 30. marts 2011 | Frank kører i skoven med Solveig og henter tømmer på den nyistandsatte tømmerslæde. Frank tager på besøg på en gård, som skal rives ned, for at klunse. Frank finder en gammel brændefyret bageovn muret ind i væggen. Frank får hjælp af to arkitektstuderende til at lave en tegning af bageovnen når den pilles ned sten for sten, så han kan genopbygge den, når det nye stuehus bygges. Frank klunser også et par bukser i olieskind og diverse gamle staldlamper. En af gederne føder tvillinger. Valnøddetræerne, som Frank havde med hjem fra Frankrig for tre år siden, graves op og podes med hjælp fra Lars Vestergård. Kvistene, som podes på, er både af den rigtige art, og i voksen form, så træet giver frugt efter 2 år i stedet for de normale 15-20 år for upodede planter. De podede valnøddetræer lægges, så selve snitfladen ligger i varmekasse, så de kan vokse sammen. |
| 6-3    | 6. april 2011  | Solveig har født sit føl i nat. En spegeskinke fra en af grisene er gnedet i salt, peber og enebær og har ligget i saltlage i to måneder. Den skal nu ligge i vand i 60 timer og skal derefter røges. Den anden spegeskinke har ligget i tørlage som eksperiment. Efter at have ligget i vand i 2½ dag hænges skinkerne til tørre før de røges. Frank piller bageovnen og skorstenen over bageovnen pilles ned. Frank vil så enkeltgriflet tjørn, og prøver at skille stenene fra frugtkødet ved at blende dem. Tjørnefrøene lægges derefter i muldjord, så de kan forrådne og få frost, så de derefter kan spire. Frank vil lave et brændeskur af træet, der blev hentet fra skoven i vinters. Der skal laves et bjælkelag til hestestalden, og en af stammerne dertil økses til, så den har en flad side. Frank viser forskellen mellem en dansk bredbil og en nordnorsk namdalsbile som Frank brugte i Norge, og som begge er økser til at lave bjælker med. Resten af bjælken afbarkes med en båndkniv, så træet holder sig bedre. |
| 6-4    | 13. april 2011 | De podede valnøddetræer har ligget i en uge ved 27 grader. Der vises derefter, hvordan træerne ser ud efter tre uger, hvor der er kommet noget callus ved podningen (som der skal). Efter at have dobbeltchecket at alt er som det skal være med Lars Vestergård over telefonen, bliver træerne plantet ud i drivhuset. Den itupillede bageovn bliver leveret til gården sammen med en vogn fra den nedrevne gård. Frank går en kort tur med Solveig uden føllet, for at vænne Solveig til at være uden sit føl. Der hentes træer på en skovplanteskole, til et læhegn rundt om marken. Den inderste række af læhegnet skal være flettet tjørn efter et engelsk design som er dyresikkert. De 1.040 tjørnetræer efterlades foreløbigt på planteskolen, og de 500 andre små træer, som Frank har med hjem, sættes på indslag i køkkenhaven indtil Frank er parat til at plante dem. Solveigs føl er kort ude fra stalden for første gang. Roetopensilagen er fyldt med vand og er derfor mislykkedes (og lugter så dårligt at kameramanden næsten kaster op). Et nyt skaft klinkes på en gammel spade. |
| 6-5    | 20. april 2011 | Køerne Maren og Herman tages ud til græsning på rug-grøngødningen på marken. Franks lægger sort plastik, med jord på så plastikken ikke flyver væk, rundt om små hasseltræer ved vejen, så ukrudtet kan holdes nede. Frank har fjernet en gammel fodergang ved værkstedet, og støber et nyt betongulv. Frank har selv forsynet en enkel laser som kan bruges til at sikre, at der bliver støbt lige. Væggene i den del af værkstedet pudses også op. Frank og Theresa har ompottet tomatplanter i drivhuset, men første hold tomatplanter er blevet spist af en mus. Musen er blevet fanget i en musefælde, og de sidste reserve-tomatplanter plantes i potterne. Næsten alle de podede valnøddetræerne klarer sig godt og er ved at springe ud. John fra Næsgård lærer Frank at pløje. Franks ølandshvede analyseres af Jørn Ussing i Hjørring, som Frank også oprindeligt fik kornet fra, for at se, hvor velegnet det er til brødbagning. Ølandshveden bliver godkendt. |
| 6-6    | 27. april 2011 | Træerne i hækken bliver plantet på plastik, så der ikke behøves at luges for ukrudt. En gammel spade skæres ind til en smallere spade, som skal bruges til at lave små huller i plastikken, når tjørnetræerne skal plantes. Tjørnetræerne plantes inderst, og i den ydre række er der plantet rød kornel, dunet gedeblad, navr, æbleroser, slåen, elletræer og syrener. (De fleste af disse er lave træer med flere stammer, dvs. buske). Mod vejen er der desuden plantet en række hurtigtvoksende søjlepopler som skal skærme for vind og nysgerrige turister. Tjørnene til hækken stilles efter Yorkshire-teknik, i en lige række med en fod imellem træerne. Der blandes muldjord i jorden i drivhuset. Frank dræber en mus med skovlen, og håber at det var den som har spist hans tomatplanter for anden gang. Robiniefrøene fra Frankrig plantes i drivhuset, dog uden at være blevet stratificeret. Frank bygger et malkebord til gederne på en trillebør. Marken er harvet, og der skal sås. Franks nabo har renoveret en lille Leyland-traktor, som passer godt i størrelsen til Franks såmaskine. Der sås sort havre, og fem dage efter skal der sås vikke oveni. Vikken bruges til foder og måske til grønsæd i ensilage. Solveigs føl Manfred er en raceren schleswiger, så Frank indsender en registrering til schleswiger-foreningen, da en hest kan sælges for flere penge, hvis der er papir på at den er raceren schleswiger. |
| 6-7    | 4. maj 2011    | Der er sået sort havre, ølandshvede og kartofler på marken, og planer om at så foderroer. Frank har fået tilsendt Erhard Frederiksen byg fra Per Grube på Møldrupgård, og har fået tilsendt to humle-planter fra Årslev på Fyn, da han har planer om at brygge øl. De voksne heste ledes over åen ad en bro, men føllet Manfred tør ikke at gå over broen, fordi han sidste gang trådte ved siden af og faldt i åen. Hestene må ikke gå for længe på det nye næringsrige græs, da de kan blive forfangne, hvis de overspiser. Der dyrkes gul sennep i haven. Den hestetrukne radrenser repareres, nu da Frank har den nye gode arbejdshest Solveig. De nye håndtag til radrenseren laves af asketræ, og en anden radrenser kannibaliseres for dele. Tomatplanter, provincial basilikum, aubergineplanter, peberfrugter og salat plantes ud i drivhuset. Buskbønnerne og porrerne udplantes i køkkenhaven. Frank har fået udruget gæslinger og har to gæs, som ligger på æg. De udrugede gæslinger sættes på græs for anden gang. |
| 6-8    | 11. maj 2011   | Frank bruger en benzindrevet fræser til at fjerne ukrudt ved træerne, fordi den hestetrukne radrenser endnu ikke er færdig. Der er blevet plantet 577 tjørnetræer. Der er igen blevet udklækket kyllinger. Det er tidligt tørt forår, så det er super-effektivt at køre med rullerenseren. Frank viser nogle af de planter, han har i køkkenhaven: katinkaærter, radiser, salat, persille, en ny slags spinat, hestebønner, king edward kartofler (dem fra sidste år blev kørt over af naboens rendegraver), podede kirsebærtræer, æbletræer, rødbeder, skorzonerrødder, pastinak, grønkål, løg, bolero gulerødder og asparges. Der høstes asparges. Endnu en gammel hestedrevet radrenser skæres i stykker til gammelt jern og reservedele. Tunnel-drivhuset er blevet flyttet ned i køkkenhaven, og der er plantet 4 agurkeplanter og 24 tomatplanter, og de podede valnøddetræer står også derinde. Alle valnøddetræerne bortset fra ét har overlevet, og flere af træerne har endda sat blomster. Reparationen af den hestetrukne radrenser færdiggøres. Gæssene fodres (ud over almindelig græsning) indtil de har fået fjer, da mange gik til sidste år i den periode. Der er blevet ukrudtsharvet to gange i havremarken, og derimellem er der blevet sået vikke. Da havremarken skal ligge brak næste år sås der allerede nu græs, rødkløver, hvidkløver, alsike og kællingetand i bunden under kornet.                                 |

### Sæson 7: 2011
| Afsnit | Først sendt        | Resume |
| ------ | ------------------ | --- |
| 7-1    | 23. august 2011    | Høet til tørring vendes, og kornmarker og sennepsbed vises. Frank og Claude tapper cider på 500 flasker. Vi hører, hvorfor hunden Malik altid står bundet under optagelserne. Der lægges bærende bjælker til en første etage i stakladen, og gamle gulvbrædder hentes fra det gamle stuehus. Planterne under det elektriske hegn på koen Marens nye mark er for høje, så de skal slås. |
| 7-2    | 30. august 2011    | Roemarken renses, så der er dyrefoder til vinteren. Der er planer om loft og dør (med lås) til værkstedet, fordi elværktøjet er blevet stjålet om natten. Der laves bitavler. Det gamle loft ryddes, da gamle hus snart kan rives ned. To af tjørne-frøene er allerede spiret. Der luges mellem de træer rundt om gården som allerede er plantet. |
| 7-3    | 6. september 2011  | Engen slås med le, høet sættes til tørring på en norsk trådhesje. Niels kommer på besøg igen, og giver Frank flere gode råd om at slå med le. De fyldte tavler hentes fra bistadet, og slynges i honningslyngen. Loftet i stakladen er færdigt, og der sættes et hejseværk med talje op, så loftet kan bruges til opbevaring. Der er problemer med ølandshveden og Erhard Frederiksen-byggen, som begge er blevet lagt ned af regnen. Frank har fundet en lille selvbinder, til at høste kornmarkerne. |
| 7-4    | 13. september 2011 | Gulvet i stalden graves 50 cm ned med gravemaskine. Honningen er fyldt på glas, og sættes ud i det nyindrettede forrådskammer. Gederne malkes med et nybygget transportabelt malkebord. Theresas skurvogn beklædes med brædder. Det har været vådt og varmt, så kartoffelbedet aftoppes, så kartoffelskimmelen ikke går ned i kartoflerne. Det er et større arbejde at overbevise Solvejs hingste-føl Manfred om at han skal gå ind i hestetransporten, så han kan komme til kåring og få papir på sin race. |
| 7-5    | 20. september 2011 | Manfred bliver nummer to til kåring. Johan har fået en bænk af trykimprægneret træ; Frank er ikke særligt tilfreds med at Johans bænk er fyldt med gift for at kunne holde sig. Der laves nyt sejl til selvbinderen, og den bruges til at høste havremarken. Spegeskinken er lykkedes. Frank, Theresa og Johan plukker mirabelle-blommer. |
| 7-6    | 27. september 2011 | Frank klunser træ fra brugte transportkasser hos Terma i Grenå. Koen Maren har fået en kalv. Der laves manuelt neg af den havre som havde lagt sig ned på marken på grund af regn. Der flækkes egestammer til et brændeskur. Der høstes frø fra spinatplanter, og der er planer om at høste frø fra Bolero-gulerødder (Bolero-gulerødder er dog en F1-hybrid, så de vil ikke være frøægte). Sennepen er høstet. |
| 7-7    | 4. oktober 2011    | Byggeriet af en æblepresser af træ begyndes. Sennep-frø og roe-frø sættes i laden til tørring. Franks gamle ven Magnus fra Norge hjælper med at bygge brændeskur, efter norsk grind-konstruktion. En jomfruovn er blevet installeret i Theresas skurvogn. |
| 7-8    | 11. oktober 2011   | Kartoflerne høstes med kartoffeloptager trukket af traktor. Der er blevet støbt fundament i den opgravede stald. Der laves syltede rødbeder; eddiken til lagen er lavet ved at fermentere æblecider. De sidste beslag sættes på æblepresseren; Johan er med i værkstedet. Frank og Johan presser æbler med den nylavede æblepresser. |
| 7-9    | 18. oktober 2011   | Da det ikke lykkedes at lave roetops-ensilage sidste år, så bruges roetoppene i stedet som frisk foder til dyrene. De aftoppede roer høstes, så de ikke går til af frost. Marens ammekalv Herman er kommet tilbage til gården, og skal bedække Maren. Der laves dør til værkstedet; der høvles en not i brædderne for at sætte dem sammen. Drivhuset er forsøgt tætnet, så mus ikke kan komme ind og spise de kartofler som opbevares derinde. Der lægges mursten i som belægning i midten af staldgulvet, og der støbes beton i siderne. Det er blevet vinter, og snefygning har fået åen til at gå over sine bredder, så hestenes areal er dækket af is. Da stalden ikke er færdig, så går dyrene stadig ude; der må jævnligt manuelt fragtes vand til dyrene, da det ellers fryser over. |
| 7-10   | 25. oktober 2011   | Der lægges pigsten i et hjørne af stalden. På grund af vinteren hentes geder og køer ind i stalden, hvor en midlertidig indhegning er sat op. Døren til værkstedet sættes op. Der er blevet tærsket en halv spand sennep, 50 kg byg, og 4 sække ølandshvede. Havren og vikken tærskes. Jan kommer på besøg, og slagter fedekalven Herman. Indvoldene bliver sendt til Daka, men det er planen at skindet skal garves til læder. |

### Sæson 8: 2012
| Afsnit | Først sendt    | Resume |
| ------ | -------------- | --- |
| 8-1    | 21. marts 2012 | Geder og køer fodres med roer og andet foder. Koen Maren malkes mens hun spiser. Engen er blevet til en sø af smeltevand, og to små æbletræer er har fået rødderne spist i løbet af vinteren. Der laves husmandsost (samme type som Havarti) af Marens mælk. Byggen maltes som forberedelse til ølproduktion. Tyren Hermans skind lægges i vand, så hårene slipper. Der høstes egebark til garvningen, og skindet skal nu ligge og garve i et år. |
| 8-2    | 28. marts 2012 | Hermans skind garves i en tønde med vand og egebark. Per Kølster Arkiveret 1. november 2020 hos Wayback Machine hjælper med at brygge øl. Rodspirene renses af, og kernerne ristes i ovnen. Malten valses, og mæskes derefter. Malten sies fra, der tilsættes humle, og væsken opvarmes. Gæren tilsættes. Bonderøven har fået tilladelse til udgravning til sø, som graves ud med gravemaskine. Der lægges sten ned, så der kan komme krebs i søen. Nogle af bierne er døde i løbet af vinterens hårde frost. Vinden har taget en del af taget på det gamle stuehus, som skal rives ned, så resten af stråtages fjernes som første del af nedrivningen. |
| 8-3    | 3. april 2012  | Bonderøven tager til en landsby i Tanzania i en uge, for at lære afrikansk håndværk. Der slagtes en ged (med lokal slagteteknik) til ære for bonderøven som gæst. Jorden på marken vendes ved håndkraft. Bonderøven viser sisal-planter, som bruges som byggemateriale, og Bonderøven hjælper med at bygge og stråtække et hus. Der flettes en lille kornsilo. Bonderøven hjælper med at høste og forberede et måltid mad. |
| 8-4    | 10. april 2012 | Kornsiloen flettes færdig. Rismarken pløjes med okser. Der samles kolort som blandet sammen med en bestemt plante bruges til at kline kornsiloen. Bonderøven lærer at starte et bål med to pinde fra bestemte træer. Der købes en ko på et marked, som en gave til landsbyen. Bonderøven tager videre mod Victoriasøen. Bonderøven ser smedningen af en Mholo (af en fjeder fra en Peugeot). Bonderøven lærer at forme og brænde mursten, efter en metode som hans guide Knud-Erik har introduceret i Afrika fra Indonesien. |
| 8-5    | 17. april 2012 | Stråene er taget af stråtaget, og tagkonstruktionen skæres ned til brænde. Den sidste af tre skorstene væltes, og murstenene fra skorstenen lægges til side da de skal deponeres som miljøfarligt affald. Nogle af murstene mellem bindingsværket rives ned. Resten af huset rives ned med gravko. Terrænet omkring det nedrevne stuehus nivelleres, og flagstangen flyttes. Tre af de nye kirsebærtræer er blevet afbarket nede ved roden af gnavere i løbet af vinteren. Det er tidligt forår og den bredbladede persille fra sidste år kan bruges indtil den går i stok. Hvidløgene og skorzonerrødderne spirer godt. Gulerødderne fra sidste år har stået i jorden i hård frost dækket af halm, men er stadig perfekte. Frank har tre lys sussex høns, som er bedre slagtekyllinger end dansk landrace, og den ene af dem ligger og ruger på 12 æg. Der skiftes en rude glas på drivhuset; Frank har desuden besluttet, at ruderne i drivhuset ikke skal fuges. |
| 8-6    | 24. april 2012 | Frank tager til Vestjylland for at hente får af racen spælsau til gården fra den anerkendte danske fårehyrde Berit Kiilerich. Fåreflokken hentes ind ved hjælp af en border collie fårehund. Frank udvælger to får, som indlogeres på en stald hjemme på gården. Frank vil prøve at lave løvhø til vinterfodring; et asketræ skæres ned, så det kan skyde vanris, som kan høstes til formålet. Frank går i gang med at få det gamle savværk, der er et Bülow møller maskinfabrik (BMR) type 1000, repareret. Der laves rishegn op mod køkkenhaven. Franks conference pæretræ står ikke særligt godt og får en egepæl til at afstive sig. Fårene har fået to lam; en gimmer og en vædder. Køerne skal på græs; tyrekalven er ustyrlig, og det kræver en del af få sat en Grime på. |
| 8-7    | 1. maj 2012    | Der er lavet en tømmerrampe uden for savværket. De stratificerede tjørnefrø spirer. Der plantes oliehør for at prøve at lave linolie. Niels-Jørgen kommer på besøg og lærer Frank at pløje med hest. Theresa luger brændenælder. Katten hjælpes ned fra hunden Maliks træ og væk fra Malik. Frank fortæller om gårdens nye kat Lillemis og dens forhold til Malik. Der er lavet 40 flasker øl; Frank opsummerer alle trinene, han har været igennem for at lave øl. Forurening af havre fjernes fra Erhard Frederiksen byggen, som skal sås. Kyllingerne er udklækket, både dem af ren dansk landrace og dem som er krydsning af dansk landrace og lys sussex. |
| 8-8    | 8. maj 2012    | Frank, Theresa og Johan samler tørrede ærter, og ærtefrøene plantes. Manfred får grime på, og får en bedøvende sprøjte og kastreres af dyrelægen. Der må laves en ny hønsegård, da det gamle (nu nedrevne) stuehus var en side af den gamle hønsegård, og køkkenhaven ikke er hegnet ind endnu. Der plantes imperial byg og Erhard Frederiksen byg på marken (der er allerede sået havre og ølandshvede). Frank har lavet enspænderstænger, så såmaskinen kan spændes bag Solveig. Der sås lucerne oven i stykket med byg. Der bygges videre på brændeskuret, som er bygget efter vestnorsk grindkonstruktion. Flagstangen rejses på sin nye plads. |
| 8-9    | 15. maj 2012   | Der sås roer af hjemmeavlede roer; en gærdesmutte har bygget rede i bundtet med roefrø som hænger i laden. Der bygges videre på brændeskuret. Nu da Solveig er holdt op med at give mælk og Manfred er kastreret, er de to heste sat sammen igen. Frank har købt spinderovmider til biologisk bekæmpelse af spindemider på agurkeplanterne. Det meste grønt, som har forspirret, er plantet ud, men artiskokker, porre, spaghettigræskar, squash, knoldselleri og majs står der stadig. Frank har fået nogle bønnefrø af typen Coco de Paimpol fra Bretagne af Claude, og de små bønneplanter plantes ud med en konstruktion af pilegrene til at klatre på. Frank har flettet væggene til et legehus til Johan, og laver nu et tag med teknikken han lærte i Tanzania. |
| 8-10   | 22. maj 2012   | Frank høster pilegrene i hjørnet af marken med mholo til taget til Johans legehus, og tages flettes. Skindet fra Tyren Herman har nu ligget og garve i 4-5 måneder, og skal ligge i mindst 5 måneder til. Frank har fået en rullerenser af mærket Senior produceret i DDR, som han bruger til at hyppe jord op omkring kartoflerne i køkkenhaven. Frank har plantet tidlige kartofler af sorten æggeblomme. Solveig er midlertidigt væk fra gården fordi hun skal bedækkes. Vi ser datteren Alma for første gang. Gæssene har ikke kunnet finde ud af at udruge gæslinger i år, så en af hønsene er sat til at ruge gåseæg ud. Ud over det kuld kyllinger der blev vist i afsnit 8-7 er der også ruget endnu et kuld høns ud. Pælene fra trådhesjen, som blev lavet til høtørring på engen sidste år, fjernes, så slåmaskinen kan komme til. Der samles brændenælder til brændenældehø.                                                                             |
| 8-11   | 29. maj 2012   | Koen Maren går i tøjr på græsmarken. Geden Snerta (stavemåde?) har fået to kid, hvoraf det ene overlevede. Stykket med hør ved at gå til i ukrudt. Roestykket er slået fejl i første såning, og en anden såning har været nødvendig. Noget selvsået ukrudt, som rød mælde, kan også spises. De små grise lukkes ud for første gang. Bonderøven modtager muslingeskaller fra blåmuslinger, som skal bruges til isolering i det nye hus. Brændeskuret rejses. |
| 8-12   | 5. juni 2012   | Frank høster honning. En af dronningerne var død i løbet af vinteren, men Frank har fået en ny dronning fra en ven. Honningen slynges og aftappes. Kun en enkelt gås har overlevet udrugningen, men der er mange kyllinger. Løvhø til vinterfodring høstes og lægges til tørre. De sidste bjælker af brændeskurets tag sættes op. Imperial-byggen står bedre end Erhard Frederiksen-byggen, som er væltet på grund af regn; desuden er der sået græs og Lucerne i bygmarken som udlæg. Ølands-hveden er i år ikke så høj, så der er håb om at den kan høstes med le. Flydealger fjernes fra den nyetablerede sø, hvor der er sået kransnålealge som foder og gemmested for de flodkrebs som skal udsættes til efteråret. |

### Sæson 9: 2012
| Afsnit   | Først tilgængelig  | Resume |
| -------- | ------------------ | --- |
| 9-1      | 3. september 2012  | Der installeres en mulepumpe til koen Maren, som er kommet på mark igen sammen med kalven Frida. En Herkules græsslåmaskine til heste rengøres og testes med traktor, før hesten Solveig spændes for. Siderne og gavlene i brændeskuret beklædes med træ. Kornet ligger ned på grund af den våde sommer; Erhard Frederiksen byggen høstes og samles til neg med le med mejered og kratte-rive. Træerne og buskene i læhegnet er vokset meget siden de blev plantet sidste år. |
| 9-2      | 10. september 2012 | Bonderøven tager til Pittsboro, North Carolina for at lære træhåndværk af Roy Underhill. De fælder et træ og laver rundstokke af hickory-træ. Bonderøven besøger også Tommy Perry, som har et mønsterlandbrug med to belgiske heste. Bonderøven får en tegning af en twybill til at lave hegn med, og får lavet den hos en træskærer og en smed. |
| 9-3      | 19. september 2012 | Tørret kløvergræs sættes på stakkefødder. Der er blevet lavet hegn om køkkenhaven, så hønsene kan gå frit. Der laves en låge til køkkenhaven af en egestamme. Ølandshveden høstes til neg med selvbinder, og sættes i hobe. Den kunstige sø er ved at gå til i alger, så en balle byghalm kommes i søen, hvilket skulle fjerne algerne. |
| 9-4      | 27. september 2012 | Der skal sås norsk Svedjerug på marken som før havde ølandshvede. Der saves bjælker til det nye stuehus på Grønagergård Savværk, et moderne savværk med mange store maskiner. Koen Maren har fået en tyrekalv, så Maren er begyndt at give mælk igen. Havelågen laves færdig. Der er blevet lavet videnskabelig foderanalyse af den tørrede løvhø, og det er næringsrigt men upraktisk.                                                                                       |
| 9-5      | 3. oktober 2012    | Der høvles not i brædder til en hems i brændeskuret. Frands Soberra hjælper med at mure en kalkovn for at brænde kalksten til kalciumoxid (brændt kalk), som kan hydreres til læsket kalk til brug i kalkmørtel. Ovnen laves af mursten og lermørtel (lavet af ler og sand). Et gammelt vindue repareres til brug i brændeskuret. Der hentes flodkrebs til udsætning i den udgravede sø.                                                                                      |
| 9-6      | 9. oktober 2012    | Der mures videre på kalkovnen. Maren bliver flyttet over at gå sammen med naboens fedekalv, så hun bliver bedækket. Skindet fra tyrekalven Herman er stadig ikke færdiggarvet. Der lægges SF-sten i hestestalden. Der høstes og ryddes op i den efterårs-fulde køkkenhave, og der sættes hvidløg. |
| 9-7      | 17. oktober 2012   | Savværket er sat op, og har allerede savet meget træ til stuehuset. Savværket har været trukket af David Brown-traktoren, men Bonderøven har købt en gammel Major-traktor til at stå og trække savværket permanent. Der brændes affaldstræ i kalkovnen, så ovnen bliver tør. Der hentes kalksten i en grusgrav, de lægges i kalkovnen, og der fyres op. En slagter viser hvordan man parterer den sidste fjerdedel af fedekalven Frida.                                       |
| 9-8      | 23. oktober 2012   | Den brændte kalk tages ud af kalkovnen og læskes. Der laves læskemørtel. Der sættes trævægge i stedet for blikplader på laden. Dyrene fodres med løvhø. Et asketræ er væltet i en storm (sandsynligvis stormen 8-9 december 2011), og har smadret JF-320 høvenderen. Fårene flyttes hen og græsse svedjerug. Maren vinterfodres med roer. |
| 9-ekstra | 1. november 2012   | Tilbageblik på 2012. Det gamle stuehus blev revet ned, og der blev savet bjælker til det nye hus. Det er nyt med får på gården, og krebs i søen. Johan har fået et pileflettet hus inspireret af turen til Tanzania. Slåmaskinen til hest blev brugt for første gang. Der blev brygget øl. Der har været efterårsstorm. |

### Sæson 10: 2013
| Afsnit | Først tilgængelig | Resume |
| ------ | ----------------- | --- |
| 10-1   | 17. januar 2013   | Begge grisene er slagtet, og de fire skinker er lagt i lage så de kan blive til spegeskinker. Det sidste lam er slagtet, og de to lammekøller skal saltes og tørres efter norsk opskrift, så de bliver til fenalår. Frank har fået en saltlagemåler af en slagter. Der høstes vanris fra et væltet piletræ til et flethegn. Et ekstra stort gammelt Drønningborg tærskeværk, som Frank havde indset han aldrig ville komme til at bruge, splittes ad til affald. Der er plantet to ferskentræer i drivhuset, som bindes op i espalier. Der saves træ til det nye stuehus på Franks savværk. Stolperne må gerne have lidt splint, så længe to af siderne ser pæne ud, så de kan vende udad. Skallerne er savet til hegnspæle. De store mængder savsmuld gemmes i gedestalden, indtil Frank finder ud af, hvad der kan bruges til. Frank hjælper til på en stor selvkørende tagrørs-høster på fjorden; tagrørene skal bruges til det nye stuehus. Det er snedækket vinter, men der kan stadig høstes grønkål og toskansk palmekål til aftensmaden. |
| 10-2   | 24. januar 2013   | Et Jordbærstykke i køkkenhaven graves op og genanlægges. Der laves medister og spegepølse. Skinker, medisterpølser, og spegepølser ryges i kalkovnen. Berberis-hækken fældes. Bonderøven selvforsyner ved at leje en trætransport-lastbil og får kørt egestammer til et savværk for at få savet lange bjælker til det nye stuehus. Det faldne asketræ saves i stykker. |
| 10-3   | 31. januar 2013   | Bonderøven er taget til Wales for at lære at lave levende hegn af Tom, til at holde sine dyr inde. Det er forår, men Bonderøven var også på besøg i efteråret. Bonderøven lærer også at bygge og sejle en traditionel walisisk coracle. Bonderøven besøger William, som er god til at brygge cider og han køber bøger om selvforsyning i bogbyen Hay-on-Wye. |
| 10-4   | 7. februar 2013   | Der er kommet en ny omgang kød i rygeovnen, og de røgede spegeskinkerne er hængt ud i brændeskuret. Ribs-buske fra Claude opformeres. Hindbærbuske beskæres og opformeres, og der gødes og lægges bunddække. Bonderøven har fået lov at hente træ ved at tynde ud i en cypres-skov. Den coracle som blev sendt hjem fra Wales er ankommet, og har fået et lag tjære. Der er kommet frø og tudse-æg i søen som blev anlagt sidste år. Ferskentræet i drivhuset er gået i blomst, og bestøves manuelt med en pensel, med pollen fra en gren fra Claude. Geden Klokkeblomst har fået 3 gedekid. Huller i læhegnet fyldes med etårige Robinie-træer. |
| 10-5   | 14. februar 2013  | Der laves en planteskole, omhegnet af cypres-stolper. Der plantes tjørn i planteskolen. Der er blevet dødfødt et lam. Coraclen beklædes med stof og tætnes med beg og linolie. Der er blevet forårspløjet. Der laves et fangfold-led. De små valnøddetræer plantes i grisefolden. |
| 10-6   | 21. februar 2013  | Der kløves egetræs-tagspåner til at taglægge brændeskuret, og de lægges på taget. Der lægges kartofler af sorten solist i køkkenhaven. Den halvt år gamle tyrekalv Ferdinand sættes på græs for første gang. Æblekerner fra pulpen fra æbleciderbrygning, som blev spredt ud på jorden, er spiret, og de små æbletræer omplantes. Michael fra Sverige lærer Bonderøven af lave et svensk Gärdesgård-hegn, ud af de afbarkede cypres-grene. Der er blevet født to vædderlam. |
| 10-7   | 28. februar 2013  | Det væltede asketræ saves til brænde; en del af træet bliver hentet så det kan lægges som pynt ved indgangen til Kalø Økologisk Landbrugsskole. Hesten Manfred skal sælges. Solveig trækker såmaskinen og harveren til byg-såning. Der laves en låge til Gärdesgård-hegnet. Koen Maren ammer en fremmed kalv hvis mor ikke ville kendes ved den. Der sås hirse i planteskolen. |
| 10-8   | 7. marts 2013     | Planterne er sat til forspiring i drivhuset; ferskentræet har allerede store frugter. Der flettes pilehegn rundt om planteskolen. Der laves rabarbergrød. Lillemølleåen, som går mellem Bonderøven og naboens grund, undersøges for om den er biologisk levende nok til at det kan betale sig at genslynge den. Undersøgelsen sker ved at tælle antal ørreder i åen, som midlertidigt fanges med elektrofiskeri, samt ved at fange insekter. Der er klækket gæslinger. Bierne er kommet i gang. Byggen er spiret; vintersæden svedjerugen er nået op til knæhøjde. Der er blevet sat galger til at markere fundamentet til det nye hus, mens der ventes på byggetilladelse. Lågen sættes i Gärdesgård-hegnet. |
| 10-9   | 14. marts 2013    | Der sås majroe-frø fra Wales. Geder og får sætter ud i en ny fold. Der laves og sås græsblanding. Bonderøven kigger på brandsikring af stråtag, til det nye hus. Der udplantes knoldselleri. Erhard Frederiksen byg skal maltes. Svedjerugen er vokset 80 cm på 2 uger. |
| 10-10  | 21. marts 2013    | Bonderøven modtager et læs brugte mursten fra et hus som er blevet revet ned. Der høstes lucerne, som fodres til hesten Solveig har født et hingsteføl. Rodspirene renses af den maltede byg. Squashplanter plantes ud. Bonderøven tager til Hyllested Skovgård for at få hjælp til at brygge øl. Svedjerugen er nu højere end Bonderøven med strakte arme. To gammel dansk landrace grise er kommet til gården. |

### Sæson 11: 2013
| Afsnit | Først tilgængelig  | Resume |
| ------ | ------------------ | --- |
| 11-1   | 22. august 2013    | Der kalkes bygninger med den hjemmebrændte kalk. Katten har fået fem killinger. To spegeskinker kalkes, som eksperiment for at præservere dem. Der er blevet lavet et aflukket rum i stalden som "grovkøkken" (slagtning, honningslyngning, etc), og der genåbnes en dør ind til rummet. Der laves et kampestensfundament til det nye hus. Der er lavet en skakt under huset, med et 25 meter langt ventilationsrør under jorden til at holde det på konstant 9-10 grader. Bonderøven har købt en knækstyret minilæsser til blandt andet at hjælpe med at flytte kampesten. |
| 11-2   | 29. august 2013    | Kampestensfundamentet på det nye hus er færdigt. Der er lavet ekstra toilet og køkken til de håndværkere som er kommet for at hjælpe med at sætte bindingsværk op til det nye hus. Håndværkerne kommer fra Danmark, Norge, og Sverige. Bindingsværket sættes sammen. Frank serverer øl brygget på hans Erhard Frederiksen byg. Der laves den traditionelle norske ret rømmegrød, som serveres med speget kød. Grisenes indhegning er lavet under æbletræerne. |
| 11-3   | 5. september 2013  | Der samles bindingsværk. Der plukkes kirsebær til arbejderne. Arbejderne tages på udflugt i Mols Bjerge. |
| 11-4   | 12. september 2013 | Bindingsværket samles og rejses. Tagspærrene rejses. Kirsebærene er sprækket på grund af regn. Der plukkes ærter. Frank har dyrket opiumsvalmuer, for at kunne udvinde olie til at brænde. Bonderøven har fået foræret en masse værktøj af seerne; det overskydende gives videre til håndværkerne som har hjulpet med bindingsværket. Der slagtes en gris spydstigt gris til rejsegildet. Der sættes en krans på huset og holdes rejsegilde. |
| 11-5   | 19. september 2013 | Tagrørene som blev høstet ved Randers Fjord bliver renset. Et par neg renses manuelt som i gamle dage, og resten med en stor ny maskine. Frank har fået nogle speltskaller, som han ville prøve at bruge til at brænde mursten i en mile som i Afrika, sammen med Bushu (sp?) som Frank mødte i Tanzania og som er i Danmark på besøg. Det lykkes ikke at bruge speltskallerne i første omgang, så de bruger træ i stedet indtil det er blevet varmt nok til at speltskallerne kan tørret ud. Frank har købt solcelleanlæg, så et asketræ skal fælder så der kommer mere lys; der kommer skovhuggere og hjælper. End del af de mindre grene gives som foder til dyrene, og resten gemmes som løvhø i en hesje. Frank laver et værktøj til at tække det nye hus, som forberedelse til tækkemanden som skal stråtække det nye stuehus. Svedjerugen er høstet. |
| 11-6   | 26. september 2013 | Bushu (sp?) viser Frank hvordan man høster med segl. Den høstede ølandshvede tærskes på et pigtærskeværk, og stråene bruges til at stråtække Johans legehus efter afrikansk teknik. Der sætter solpaneler op på toppen af laden. Lucernehøet hænger i en hesje. Der laves læskemørtel fra den hjemmelavede læskekalk i en faldblander. Mørtlen bruges til at mure mursten op i toppen af bindingsværket, så huset er klart til at blive stråtækket. |
| 11-7   | 3. oktober 2013    | Solpanelerne tages i brug. Glarmesteren Svend i Grenå sætter glas i vinduerne i kvistvinduerne til det nye hus - Frank prøver at skære glas og kitte kanterne. Det lægges Sepatec-brandisolering som forberedelse til at lægge stråtag. Gråspurvene spiser hirsen i køkkenhaven, så der lægges et fuglenet over. Der sættes skabelon-huller i taget til to skorstene. Der sættes strå op. Frugterne på ferskentræet i drivhuset er modne. |
| 11-8   | 10. oktober 2013   | Taget stråtækkes. Tækkeskovlen som Frank havde lavet bruges til tækningen af taget. Løgene i køkkenhaven knækkes, så de kan tørre på marken. Drivhuset er fyldt med tomater, agurker, auberginer. Det er også lykkedes at lave gulerodsfrø af sorten Fancy i drivhuset. Fåreavleren Berit lærer Frank at klippe får og rense klove. |
| 11-9   | 17. oktober 2013   | Der laves en uglekvist på stråtaget, hvor en ugle kan lave rede. Frank designer en maskine til at rense mørtel fra brugte mursten. Strømmen var gået, så en gris er sluppet gennem det elektriske hegn og har vendt en god del af græsplænen i søgning efter regnorme. Der laves frokost af lever og hjerter fra nyligt slagtede gedekid. Der laves rygling på stråtaget af tørret ålegræs. Frank har dyrket turnips af frø fra Wales, så dyrene kan fodres om foråret ved at flytte hegnet ud over turnipsmarken. Fordermarvskålen (Caledonian Kale), som også kommer fra frø fra Wales, er også blevet kæmpestor. Frank tester sin coracle, som han byggede i Wales, på dammen. Frank får hjælp af to murere fra Grenå, så det nye hus kan lukkes før vinteren.                                                                                           |
| 11-10  | 24. oktober 2013   | Murerne murer videre, med Franks hjælp. Der sættes midlertidig isolering op over murværket, så den uhærdede mørtel ikke frostsprænges, hvis det bliver tidlig frost. Der er plantet vinterhvede af sorten goldblume. Den sidste gris er blevet slagtet og hængt op i slagterummet; flommerne fra grisen skal laves til fedtegrever. Der er blevet støbt et cementfundament til en stor æblepresse til cider, med et design som Claude har med fra sin hjemegn Bretagne. Smeden laver en plade af rustfrit stål til æblepressen. Æblerne kværnes og presses i æblepressen. |

### Sæson 12: 2014
| Afsnit | Først tilgængelig | Resume |
| ------ | ----------------- | --- |
| 12-1   | 9. januar 2014    | Der fodres høns; en høne har fået 15 kyllinger. Æbletræet ved sandkassen beskæres. Såningen af mistelten-bærene er mislykkedes, men en mistelten har selvplantet sig på æbletræet ved sandkassen. Der tærskes rød nøgen byg. Der laves grød af byggen, som eftervarmes i en høkasse. Tre høner slagtes, plukkes, og laves til hønsekødssuppe. Der høstes jordskokker til hønsekødssuppen. |
| 12-2   | 16. januar 2014   | Der høstes pil til fletning. Et conference pæretræ beskæres, så det senere kan flyttes. Der pilles bark af cyprestræ til en låge til det svenske raftehegn. Der klunses tegl-fliser, grukedel, døre, og et pæretræ på en gård som er ved at blive revet ned. Der sættes låge i hegnet ud mod marken. Frank har dyrket sukkerroer, som kværnes, presses og nedkoges til en flydende sukkermasse. En gnaver af en slags har spist rødderne på poppeltræerne under plastikken i læhegnet, så plastikken (som var lagt mod ukrudt) fjernes i håb om at gnaverne vil få mindre gode vilkår. |
| 12-3   | 23. januar 2014   | Et krægetræ beskæres, så det ikke skygger for abrikostræet. To vanris på krægestammen bevares og podes med blommersorterne Avalon og ive. Langhalm-negene fra svedjerugen er blevet renset. Den midlertidige isolering pilles af det nye hus, og Frank og mureren inspicerer murværket, som har klaret vinteren fint. Fodermarvskålen på marken har mod forventning ikke kunnet klare vinterfrosten. Turnipsen har klaret sig noget længere, men har heller ikke kunnet stå på marken hele vinteren. Turnipsmarken fra sidste år gødes, så der er næring til at plante kartofler. |
| 12-4   | 30. januar 2014   | Det er stadig frost midt i april, så der sås diverse frø i drivhuset. Der sættes hjul til hypning bag på kartoffellæggeren. Kommunen har godkendt at Lillemølleåen, som løber på engen, genslynges. En gravemaskine graver det nye løb, og der lægges sten og grus ud til dyrelivet. Der plantes bærbuske mellem køkkenhaven og hestefolden, blandt andet hvide ribs. To dårlige ribsbuske fjernes, og erstattes med ribs-stiklinger fra sidste år. Jorden i grisefolden løsnes med en harve spændt efter Solveig. Frank har fået tilsendt en sæk vårrug fra Per Grube fra Mørdrupgård til marken. |
| 12-5   | 6. februar 2014   | Den reparerede kartoffellægger spændes bag traktoren, og Frank og Theresa lægger kartofler. Rabarberne er blevet "drevet frem" ved at sætte dem under sorte urtepotter, så der er rabarber tidligt om foråret. Den genslyngede å er næsten færdiggravet, og der lægges sten til havørrederne og til at sørge for, at åen ikke graver bredderne ud de forkerte steder. Biologerne fra Norddjurs Kommune sætter en storkerede op på en stolpe i hjørnet af en af Franks marker. Frank laver vinduer til det nye hus sammen med Poul Horn. Vinduerne er af en særlig type kaldet ventilationsvinduer, opfundet og patenteret af Poul Horn, som ventilerer automatisk på en sådan måde, at luften opvarmes, når den går gennem vinduet. Vinduerne er også konstrueret så de automatisk mindsker udluftningen, når det er koldt via en simpel mekanisk termostat. Goldblume vinterhveden, vårrugen, og Erhard Frederiksen vårbyggen står flot på marken i det tidlige forår. Der sættes strømhegn op rundt om en mark. Frank beder seerne om hjælp til at finde ud af, hvordan gamle danske led så ud. |
| 12-6   | 13. februar 2014  | Der sås græs i det gamle å-løb og i hestefolden, hvor jorden fra den gamle å er blevet spredt ud. Jorden i hestefolden tromles. Der laves en låge til planteskolen. Den krøllede stålbeholder rettes ud med vandtryk, og lappes af smeden. Krebsedammen er for en gangs skyld ikke fuldstændigt fyldt med alger. Der indsamles rapshonning. Dronningen i et af boerne er død, så der flyttes en tavle over fra den anden bistade i håb om, at et af æggene kan blive til en ny dronning. |
| 12-7   | 20. februar 2014  | Vårrugen er ved at overhale Goldblume vinterhveden ude på marken; det store stykke med Erhard Frederiksen byg til ølbrygning står også godt. To af de nye æbletræer har fået rødderne spist af mosegrise. Der sættes nye bagdæk på traktoren. Salat, persille, radisser, vindruer, ferskener, og udplantningsplanter vokser godt i drivhuset her i det tidlige foråret. Det er kraftigt regnvejr, og åen er igen løbet over sine bredder. Frank håber at den genslyngede å vil være bedre til at lede overskudsvandet væk, da åen nu ligger på de laveste steder på engen. Frank bruger sin coracle på åen. Fordi koen Maren giver for meget mælk (med tilsvarende stort foderbehov), har Frank købt en kviekalv af racen Sort Jysk Malkekvæg, som er bedre egnet til ekstensivt landbrug. |
| 12-8   | 27. februar       | Lucernemarken er blevet slået, og lucernehøet vendes og sættes på hesje. Den ellers uudnyttede vejkant bliver også høstet som hø. Gåseæggene er gået til, så Frank har købt gæslinger. Der er haletudser og vandranunkel i dammen, som ser meget sundere ud end tidligere år. Der sættes trådhegn op, så ærterne har noget at klatre op af. Der er også blevet plantet kæmpeærter i planteskolen. Der skiftes et hjul på skurvognen, som skal flyttes for at gøre plads til en humlehave. Fåret Sky har fået to lam. Sky klippes. Lævæggen ved siden af drivhuset rives ned. |
| 12-9   | 6. marts 2014     | Stubben på det væltede asketræ laves til en udendørs bruser, med vindue og stråtag af langhalm. Inseminøren Mark tjekker om koen Maren er drægtig; det er hun ikke, så planen er at hun skal slagtes. Mark leverer også kviekalven Frank købte i afsnit 12-7. Der er plantet grønkål, Rosenkål, rødkål, og hvidkål i køkkenhaven, og for at beskytte dem mod kålsommerfugle lægges der fiberdug ud over kålen. Der laves et krydderurtebed ved siden af drivhuset. Den tørrede lucernehø samles, og køres i stald med Solveigs hjælp. |
| 12-10  | 13. marts 2014    | Der plantes mini-kiwi, amarant, ærtebusk, strandkål, oregano, tomatillo, estragon, salvie, timian i det nye krydderurtebed. Kviekalven er ved at være tam. Lindebark har ligget til forrådnelse i søen, så inderbarken (lindebast) slipper. Bjarne tækker tag af langhalm på brusekabinen i træstubben fra asketræet. Der høstes kartofler, og sås sennepsfrø på stykket som grøngødning så jorden ikke mister næring. |

### Sæson 13: 2014
| Afsnit    | Først tilgængelig | Resume |
| --------- | ----------------- | --- |
| 13-1      | 22. oktober 2014  | Vi får et overblik over planterne i Franks planteskole. Jordbærhøsten slog delvis fejl i år, på grund af regn og kyllinger som slap igennem hegnet, så der er ikke frosne jordbær til vinteren. Der plukkes i stedet kirsebær til nedfrysning til næste vinter. Der hentes 6 kubikmeter ler i en grusgrav; leret er restproduktet i grusgraven efter sandet og gruset er renset. Leret skal blandes med savsmuld og laves til ubrændte lersten til indervægge i de nye hus. Blåmuslingerne lægges ind som isolering under gulvet i det nye hus, hvor der er muret op til vægge og rør under gulvniveau. Der er sået 3 slags ærter, hvoraf især kæmpeærterne i planteskolen giver godt. Frank besøger Bettina Buhl på Dansk Landbrugsmuseum ved Gammel Estrup for at få fem humleplanter til ølbrygningen, og råd til at dyrke den. Taget til brusebadet er blevet tækket med langhalm, tagrør, og pil.                                                                           |
| 13-2      | 29. oktober 2014  | Græsplænerne på Kastanjegården er nogen medtagne på grund af gæssene og andre græssere, som spiser græsset og lader ukrudtet være. Der er høstet meget hø til vinteren allerede. Muslingeskals-isoleringen i det nye hus presses sammen med en pladevibrator. Frank har fundet en stavsele i Sverige, som dog først skal repareres med nål og tråd; den er bedre end en dansk bringesele. Den gule sennep plantet som grøngødning kappes over så der kan plantes hvidløg. Der laves ubrændte lersten til det nye stuehus; Frank har sammen med Knud-Erik fundet en god opskrift med ler, speltskaller, og savsmuld. Der er blevet høstet kællingetand-kløver, som vokser meget fint på Franks marker modsat andre kløverarter. Der er kommet tre lam; vædderen er ikke optimal, fordi den ikke er bange for mennesker, og der derfor ikke er risiko for at han kan angribe. Frank har ikke længere geder. Lucernemarken høstes med hest, hvorefter hesten vaskes med vandslange. |
| 13-3      | 5. november 2014  | I planteskolen står æbletræer og tjørn flot. Der tørres valmuer, så der kan laves olie af deres birkesfrø. I det nye hus bruges murbindere til at stabilisere mellem ydervæggen og indervæggen. Johan har fået en le i fødselsdagsgave, som han og Frank bruger til at fælde brændenælder. Franks egne podede æbletræer er gamle nok til at give frugt; Frank viser forskel på diverse æblesorter, samt forskellen mellem vildstammer og svagtvoksende grundstammer. Frank pløjer halm ned i marken for at bevare næring. En høne har fået kyllinger i skjul, og de flyttes over i en indhegning. |
| 13-4      | 12. november 2014 | Der høstes humlekogler til ølbrygning. Spælsaufårene har fået lov at spise fodermarvskålen her i efteråret, da den ikke har vist sig særligt vinterhårdfør. Der luges ud i krydderurtebedet. Frank og Johan tager på udflugt til en sø med coracle for at fange krebs. De laver et telt til overnatning med en presenning. Der laves deep pan pizza i en gryde. Der lægges madding i krebseruserne, og krebseruserne lægges i søen fra coraclen. Der laves et bål af rødgrangrene. |
| 13-5      | 19. november 2014 | Frank og Johan sejler ud og henter krebseruserne op; der er kun 2 krebs i. Morgenmaden er havregrød med brombær og honning. Der skæres glas til vinduer til småsprodsede vinduer til det nye hus. Der plukkes kræger til syltetøj. Bindingsværks-træet fra det nedrevne hus renses så det kan genbruges. Der laves en væg til det nye hus af stolperne. Frank vil også have lavet en dendrokronologi fordi han er nysgerrig om hvor gammelt træet er. Marken pløjes så der kan plantes vinterrug og græsudlæg. |
| 13-6      | 26. november 2014 | Frank kigger på planter ved åen, blandt andet brøndkarse som bruges til salat. Køerne og hestene grasser på engen ved åen. Frank har dyrket lille tårøje foderroer, og fårene og køerne får toppene. Der laves skillevægge af bindingsværk i det nye stuehus, af tømmeret fra det gamle hus. Blade fjernes fra tomatplanterne i drivhuset, hvilket får dem til hurtigere at modne de sidste tomater. Det er også lykkedes at lave to meloner i drivhuset. Frank hjælper med at opbevare ni heste og tre mulddyr på hans mark, mens de er vej fra Sverige til Fyn. Vinduerne skal sættes i det nye stuehus; det sættes hængsler og hjørnebånd på vinduerne. |
| 13-7      | 3. december 2014  | Der høstes i køkkenhaven. Blandt andet Halloween-græskar, som skæres til græskarhoveder. Der sættes vinduer i det nye stuehus; Christian og Rasmus hjælper med at mure. Der kittes glas i vinduerne. Tyren Hermans skind er nu færdiggarvet, og skal nu tørres, skrabes, blødgøres, og skæres til støvler. Vædderlammet slagtes, så det ikke bedækker sine nære slægtninge. Der samles anverfere og stormkroge fra gamle vinduer som skal bruges til vinduerne i det nye stuehus. Lammeskinnende fra de slagtede lam rengøres. |
| 13-8      | 10. december 2014 | Frank får hjælp fra værkstedet Jydeland til at opfinde en maskine til effektivt at vaske æbler til æblecider. Hesten HC er blevet aflivet fordi han havde fået kolik; liget bruges som dyrefoder i Ree Park Safari. Der høstes frø fra kæmpeærter i køkkenhaven til næste sæson. Der høstes roer, af sorten lille tårroe. Frank taler om ombevaring, forarbejdning, og brug af kornet produceret på gården. Skindet fra tyren herman renses og masseres mens det hænger til tørring. |
| 13-9      | 17. december 2014 | Frank prøver at finde en løsning så hesten Solvei ikke står alene på marken. Frank og Flemming arbejder på æblevaskermaskinen hos Jydeland. Frank henter cikorie-planter på en mark til julesalat; tilbage på gården plantes rødderne i potter mørkt indendørs så de kan skyde i løbet af vinteren. Der laves et foderområde til køerne i stalden, og køerne hentes ind i stalden. Den første frost er kommet, så alle afgrøderne i køkkenhaven skal afdækkes eller høstes og lægges ti opbevaring. |
| 13-10     | 23. december 2014 | Frank og Claude laver æblecider, med hjælp fra den nye æblerenser. Resultatet af presningen bliver 660 liter æblemost. Frank og Claude udvælger de to bedste cider sorter af vildæbler fra æblehegnet til podning; Den ene navngives Gul Dreven (og den anden formentlig Rød Dreven). Cikorie julesalaten er spiseklar, men er for lille fordi rodknoldene var for små. Træet fra det gamle nedrevne hus er blevet dateret ved dendrokronologi, til år 1655 og år 1731 for to af træstykkerne. Anverfere og stormkroge til det nye hus renses for maling. Havørrederne har samlet grusbunker og lagt æg i Lillemølleåen; Frank finder en stor havørred og nogle æg i åen. |
| 13-ekstra | 29. december 2014 | Tilbageblik på udsendelserne fra 2014 (som sandsynligvis er optaget i 2013). Det største projekt i årets løb var genslyngningen af Lillemølleåen. Der vises også klip fra kartoffelplantningen, anlægningen af krydderbedet, årets korndyrkning, høstningen af høet, kirsebærtræet, og græskarhøsten. Fra konstruktionen af det nye hus vises hentningen af ler og konstruktion lersten, isoleringen af gulvet med blåmuslingeskaller, og opsætning af vinduer. Frank laver også en spatel af et stykke træ mens han fortæller. |

### Sæson 14: 2015
| Afsnit | Først tilgængelig | Resume |
| ------ | ----------------- | --- |
| 14-1   | 7. januar 2015    | Det har været årets første snevejrsdag i den meget milde vinter (2013/2014), hvor mange af dyrene stadig går ude. Frank besøger et savværk, hvor gulvbrædder af gran til loftet i det nye hus bliver lavet. Frank og Claude laver en transportabel høhæk til fårene af cypresstolper med pileflet imellem. Køerne fodres med roer og hø. Lågen til planteskolen laves færdig. Rævene har taget avls-gåsen, så der er mulighed for at reparere det nu tomme gåsehus. |
| 14-2   | 14. januar 2015   | Efter fem år er hvidtjørn-planterne vokset fra frø til små træer, som plantes ud. Det garvede skind fra tyren Herman skal laves til støvler. Frank besøger en læstefabrikken CAD-CAM Hinrichs i Flensborg, og får lavet en læst til at lave sine støvler. Cideren er blevet omstukket, og noget af gæren blev brugt til at hæve brød. Der laves en låge til fårenes vinterfold. Brædderne til gulvet på første etage ankommer til gården. Der er blevet gravet en ventilationsskakt i 2 meters dybde, som kan bruges til at holde et spisekammer køligt, og de opgravede kalksten kan bruges i kalkovnen. |
| 14-3   | 21. januar 2015   | Tjørnehækken beskæres. Skomageren Lars hjælper Frank med at lave støvler. Der er blevet støbt lersten, som nu ligger til tørring. Hestekastanjetræet, som har givet kastanjegården sit navn, er gået ud, enten på grund af beskæringen eller sygdom (Pseudomonas syringae pv. Aesculi eller kastanjeminérmøl). Det fældes, og der skal plantes 2 spisekastanjetræer i stedet. |
| 14-4   | 28. januar 2015   | Køerne fodres og strøes. Frank og skomageren Lars laver Franks støvler færdige. Der fældes et poppeltræ, og grenene bruges i et nyt rishegn ved køkkenhaven. Gulvet er lavet på førstesalen af det nye hus, og Frank installerer dampbremse-papir. Ferskentræerne i drivhuset er sprunget ud, og håndbestøves med en tandbørste. Et hjul er faldet af David Brown-traktoren under pløjningen, så der skal bestilles reservedel. |
| 14-5   | 4. februar 2015   | David Brown-traktoren repareres og marken pløjes færdig. Det sættes dampspærre-tape i det nye hus. Halv-fordærvet hø fra laden bruges til at afdække mod ukrudt under de små hasseltræer. I det nye hus lægges der strimler af træfiberplader under skunkvæggene for at lydisolere. I køkkenhaven prøver Frank i år at lade være med at vende jorden, og at etablere enkelte højbede, begge dele for at gøre jorden mere løs. Der sættes forsatsvinduer i det nye hus. |
| 14-6   | 11. februar 2015  | Det er april, og der er grønkåls-skud og friske asparges i køkkenhaven. Frank får hjælp af Frans til at bygge en masseovn i det nye hus. Der er blevet født to lam. Frank besøger Anders Borgen for at se på kornsorter, og får frø til nøgen havre og purpur-hvede. Næsten alle frugttræerne blomstrer. Frank planlægger en skråtags-sideskurstilbygning til brændeskuret. |
| 14-7   | 18. februar 2015  | Et stort æbletræ bliver ompodet til sorten Belle de Boskoop. Diverse urter og grønsager forspires i drivhuset. Sideskuret til brændeskuret er næsten færdigt, bortset fra taget. Taget skal være et traditionelt svensk/norsk tørvetag, hvor det vandtætte lag mellem brædderne og tørven skal være næver (birkebark). Katten har fået 5 killinger. Solveig lastes på lastbil for at blive bedækket. Hønsene sættes to uger bag hegn fordi der lige er sået korn, og en del er slagtet. Frank overvejer kun at så kæmpeærter i stedet for almindelige ærter, da udbyttet er bedre. |
| 14-8   | 25. februar 2015  | Frank henter en drægtig so (navngivet Lone) fra Kalø Økologisk Landbrugsskole, som skal gå på marken. Der er efterhånden blevet fjernet så meget hø fra engen, uden at der er blevet tilført næring, at blomster til Franks store glæde har overtaget fra de grove græsser. Det nye stuehus skal isoleres. Derudover installeres der fugt- og temperatursensorer, for at se hvor god konstruktionen er til at forhindre fugt. Humleplanterne som blev hentet til gården sidste år udplantes fra potter. Foderroer renses i en roerenser-maskine. |
| 14-9   | 4. marts 2015     | Erhard Frederiksen byggen bliver ikke plantet i år, og er erstattet af nøgen byg. Desuden dyrkes nøgen havre. Vinterrugen er allerede næsten lige så høj som Frank. Fårene er blevet klippet. Roerne er næsten ikke spirret, hvilket giver problemer med ukrudtet. Der er sået hvidkløver og kællingetand i marken med purpurhvede. Bierne sværmer hos Claude, og sværmen flyttes over i en af Franks bistader som var død i løbet af vinteren. Ompodningen af æbletræet ser ud til at være lykkedes. Frank får hjælp af Bjarne fra gartnerirådgivningen til at plante 15 amerikanske blåbærplanter af 5 forskellige sorter; jorden forsures først med savsmuld. Volieren gøres klar til at kan flyttes kyllinger ind. Frank og Claude besøger Michael i Sverige for at lave lindebast til reb. |
| 14-10  | 11. marts 2015    | Blåbærbuskene er plantet i savsmuld, og dækkes af med halm. Remmen til slibemaskinen erstattes med et splejset reb, og leen slibes. Der høstes hø med le. Der høstes kartofler og plantes boghvede i køkkenhaven; boghvedefrø er skaffet fra genbanken NordGen. Soen Lone har født 7 grislinger, hvoraf en døde indenfor et døgn af fødslen. Bisværmen fra Claude er flyttet ind i bistaden. Frank har fået en New Holland Super Hayliner ballepresser. |

### Sæson 15: 2015
| Afsnit                      | Først tilgængelig | Resume |
| --------------------------- | ----------------- | --- |
| 15-1                        | 15. oktober 2015  | Gården har fået en flok gæslinger i bygge for avlsgasen (avlsgåsen var blevet taget af ræven). Bygningerne kalkes, inklusiv det nye stuehus. Frank er på besøg hos Anders Borgen for at høre hvordan han forædler korn, og hjælpe med at høste. Frank genbruger mursten fra facaden på en af de gamle bygninger, som han planlægger at rive ned. Frank laver jernalder-sandaler ud af skindet fra tyren Herman. Der kommer kun få blommer, på grund af blommebladhvepse, men mange æbler og bær. Der er for første gang godt udbytte fra boysenbær-busken. |
| 15-2                        | 22. oktober 2015  | Frank og Johan prøvesmager ærter i køkkenhaven. Køerne og fårene græsser sammen, og gæslingerne slipper ud og løber rundt overalt. Frank har allerede høstet første slet hø, men har problemer med at tørre høet på engen. Bladet på den svenske le er flækket, så Frank prøver at bore huller til et beslag, men stålet er for hårdt. Podningen med Belle de Boskoop på det dårlige æbletræ er lykkedes; skuddene vokser så hurtigt at nogle af dem knækker. Løgene i køkkenhaven får toppen bukket ned, i håbet om at det får dem til at holde længere. Vinterrugen er høstet med le og sat i hobe - Frank fortæller om forskellige slags mejered. Marken rives efter med en markrive. De første blåbær høstes.                                                                                    |
| 15-3                        | 29. oktober 2015  | Gæssene får et vandkar. Frank er taget til Århus for at klunse en dør fra 1912, som først skal løsnes fra en etageejendom. Frank og børn spiser gulerødder i forskellige farver. En gren fra asketræet er faldet ned oveni det podede æbletræ, og har ødelagt halvdelen af de podede kviste. Frank er i Sverige for at rense lindebasten, som har ligget for i en sø for at gå i opløsning, i en stærk strømmende elv. Den rensede lindebast hænges til tørring. Hobene med korn er bragt ind i laden, og nøgen havre og nøgen byg er tærsket. En af vangerne i gummivognen knækkede da vinterrugen skulle køres ind. Grisene og gæssene fodres med æbler. Løgene er høstet, da det blev vådt i vejret; det har tilsyneladende hjulpet mod råddenskab at bukke toppene ned. Løgene flettes i ranker. |
| 15-4                        | 5. november 2015  | Frank har haft held med ufo squash, ronde de nice squash, gule squash, og lyse lange squash. Frank besøger genbanken NordGen i Alnarp, Sverige, hvor han får vist hvordan de opbevarer og opformerer arterne i genbanken. Jens og Peter fra kommunen kommer på besøg for at se hvor mange fisk er i den genslyngede å; der er mange flere end sidste år. Frank laver underlaget til et tørvetag over sin smedje. Der bruges grundmursplade i stedet for den traditionelle birkebark. |
| 15-5                        | 12. november 2015 | Solveig har været på "sommerlejr" for at blive bedækket, men på grund af en betændelsestilstand i livmoderen er hun ikke kommet i fol. Døren fra Århus skal tilpasses i højden før den kan bruges i det nye hus. Vædderen er blevet slagtet, fordi hornene voksede forkert og generede ham. Skinnet konserveres, og kødet saltes. Der skal laves fenalår af køllerne. Der sås svedjerug på en mark med hvidkløver og lucerne, ved at strø kornet oven på jorden og så lade fårene træde kornene ned i jorden og spise hvidkløveren og lucernen. Der laves vindueskarme til det nye hus af granbrædder. Der høstes enebær-træ til tørvholdskroge som skal bruges til tørvetaget over smedjen. Der laves et plankeværk bag det nye hus.                                                                |
| 15-6                        | 19. november 2015 | Enebærkrogene sættes op på tørvetaget, og der lægges tørv. Der høstes Autumn Bliss hindbær. Der er plantet et nyt stykke hindbær, som vokser meget sundere end det gamle stykke. Der mures videre på indermurene i det nye hus, og Frank fortæller om åndbarheden af materialerne og konstruktionen. Frank test sin nye kartoffelsorteringsmaskine. Miljøminister Kirsten Brosbøl besøger Frank for at se den genslyngede å. Der kigges på insekter i åen. Frank har plantet cikorier til julesalat. |
| 15-7                        | 26. november 2015 | Der laves spåntag på brændeskuret. Vædderens skin renses for kød og fedt, i forberedelse til garvning. Der høstes lille tårøje-roefrø. Frank forklarer, hvordan de forskellige slags roer er udviklet fra strandbeden. Der høstes hyldebær, som koges til hyldebærsaft og kommes på flasker. Der arbejdes videre på døren fra Århus. |
| 15-8                        | 7. december 2015  | Frank viser forskellige slags æbletræer: Filippa, Gråsten, Maglemer, og Signe Tillisch. Fårene har sandsynligvis fået orm, så Frank vil fodre dem med en oregano-sort som skulle hjælpe. Frank tager til Svalbard for at se genbanken Svalbard Global Seed Vault, der drives af NordGen. Frank tager også rundt i landskabet på Svalbard. Grisene fodres med kartofler. Boghveden er blevet spist af kyllingerne, som var kommet ind i køkkenhaven. |
| 15-9                        | 10. december 2015 | Humleplanterne er vokset og blomstret. Frank viser forskellige redskaber til roe-aftopning. Frank har samlet bog (fra bøgetræer) for at lave bogolie. Frank har fået en gammel koksovn, som skal laves til røgovn til koldrøgning. Frank høster tomatilloer. Frank og Therese overvejer hvordan døren til det nye hus skal tilpasses. Frank laver en skorsten i det nye hus. |
| 15-10                       | 14. december 2015 | Frank bruger ulønnet børnearbejde til at få plukket æbler. Vædderskindet renses med sandpapir. Bogene har ligget i vand så eventuelle orm dør, før bogene skal laves til olie. Der lægges halm ud for at fjerne ukrudt. Røgovnen mures færdig. Frank forklarer hvordan han fjerner ukrudt i køkkenhaven uden at vende jorden. Der skæres glas som sættes i døren til det nye hus. |
| 15-11                       | 17. december 2015 | Frank har fået 4 løbeænder, hvoraf de 2 er fløjet væk, hvorefter Frank har fået en ekstra andrik. Frank spiser nøgen byg og nogen havre til morgenmad, efter ristning, valsning, og kogning. Der er sat klemlister på bagsiden brændeskuret, og der laves en skjult dør. Døren er sat i det nye hus. Der høstes blue hubbard squash. Frank besøger Jakob for at se på SJM-kvæg, fordi Frank gerne vil have en ekstra ko. Køerne bruges til at nedgræsse en hængesæk i rigkæret. Der mures videre på skorstenen til masseovnen i det nye hus. |
| 15-12                       | 21. december 2015 | På Kastaniegården skal der nyt halm i grisehuset, og soen Lone sørger for, at det bliver lagt rigtigt. Frank er i fuld gang med at bygge skillevægge i det nye stuehus, med genbrugssten naturligvis. Og så er tiden kommet hvor koen Maren skal aflives og slagtes. Frank hænger saltede skinker og flæsk op i det nye røgehus og er spændt på, om røgen kommer den lange vej fra ovnen og op til huset. Hele familien ser på, hvordan skunken og loftet bliver fyldt op med træfiberisolering, og Alma viser stolt sine nye arbejdsbukser frem. |
| 15-13 Bonderøven holder jul | 23. december 2015 | Der laves mønstrey indpakningspapir til julegaver. Frank og Therese høster hyben fra hybenroser til hybenlikør, som sammen med sukkervand sættes til gæring. Frank snitter en smørekniv af enebærtræ. Hele familien henter juletræ. Der er høstet 100g ferskenmandler, som laves til marcipan. Der sættes fod på juletræet. Der laves en snehule. |

### Sæson 16: 2016
| Afsnit | Først tilgængelig | Resume |
| ------ | ----------------- | --- |
| 16-1   | 7. januar 2016    | Koen Maren er blevet slagtet, og Frank får udskåret kød til bresaola hos en slagter. Fedtet fra Maren hænges op i træet til fuglene. Frank laver en mistbænk. Frank har fået endnu en SJM-ko, Prim, ud over Leonora. Julesalaten er lykkedes, modsat sidste år. Frank taler om at lægge flis i køkkenhaven. Frank har set fodspor fra oddere i sneen ved åen, så han sætter et vildtkamera op. Bresaola-kødet lægges i krydret rødvin i en bøtte i drivhuset.                                                                                              |
| 16-2   | 14. januar 2016   | Frank lægger loftet over første etage. Der lægges træflis i køkkenhaven mod ukrudt, og ved blåbærbuskene for at forsure jorden. Frank tilpasser en dør, som skal sættes mellem køkken og bryggers. Først repareres en gammel træhøvl med reservedele fra en anden høvl. Bresaolaen er færdig og vellykket. To af grisene er blevet slagtet, og kødet lagt i fryseren og i saltlage. Der lægges hestemøg til side til mistbænken. |
| 16-3   | 21. januar 2016   | Fårene og køerne fodres med løvhø. Der sættes et nyt skaft på den afrikanske og på den ukrainske hakke. Tjørnebuskene fra planteskolen plantes ud bag plankeværket ud mod vejen. Jernstolper til elektrisk hegn erstattes af egestolper. |
| 16-4   | 28. januar 2016   | Der forberedes til at lave skillevægge af pudset rørvæv på første sal i det nye hus. Der er rebslagere på besøg for at lave reb af basten der blev lavet i Sverige. Der laves et hønet af rebet. Der fjernes jord fra pigstenene på gårdspladsen. Frank selvforsyner ved at leje en gravko til at fjerne stubben fra kastanjetræet på gårdspladsen. |
| 16-5   | 4. februar 2016   | Det varmeudviklende hestemøg lægges i mistbænken. En vinduesramme justeres så det kan bruges i det nye hus, og glas isættes. En gammel kornsort, som var blevet sået på marken, kunne tilsyneladende ikke spire. Marken pløjes nu igen. Frank får et brugt renseværk til korn leveret, som sættes op og testes. Der plantes æbletræer i skellet i mod naboens mark, som sikres mod mus og bukke med plastikdække. |
| 16-6   | 11. februar 2016  | Frøene spirer i mistbænken. Der laves klodsegulv af egetræ i smedjen. Gæssene har lagt æg. For at eksperimentere med miljørigtigt pløjefrit landbrug, så prøver Frank at blande korn med vådt ler, så det bliver holdt fugtigt når det bliver bredsået. Der tromles på engen, på grund af de mange dyrespor. |
| 16-7   | 18. februar 2016  | Der mures trappe til en lille kælder under trappen i det nye hus. Der høstes salat og radiser i mistbænken. Der klunses jernrør fra en nedlagt svinestand til et drivhus. Jernrørene bukkes i bue på et professionelt værksted. Der sås mindre stykker med forskellige slags korn og den danske Enka boghvedesort. Der forspires i det gamle drivhus, inklusiv en soyabønne som er avlet til vores klima i Sverige. Løbeænderne er begyndt at lægge æg. |
| 16-8   | 25. februar 2016  | Der er kun kommet to lam i år, fordi Skys to lam var dødfødte. Der lægges træfiber-bats som isolering under gulvet. Der bruges også træfiber-bats til at lydisolere i skillevæggen på første sal. Køerne sættes på græs efter vinteren. Der lægges leret sand, jerngitter, og gulvvarme-rør i gulvet i bryggerset i det nye hus. Frank besøger Aarstiderne for at få råd til hvordan man dyrker kål. Koen Leonora har født en tyrekalv, og skal nu lære at blive malket. Kalven får navnet Peter, fordi den har samme fødselsdag som kameramanden Peter.   |
| 16-9   | 3. marts 2016     | Frank tilfører gødning til drivhuset, og viser hvilke planter som er plantet i år. Som eksperiment plantes der Soya-bønner i drivhuset. Køerne sættes på græs. Der plantes kålplanter ud i køkkenhaven, og lægges insektnet over. Der startes på at lave et dejtrug af et stykke poppel. Det nye drivhus af jernstænger sættes op. byggen som blev bredsået i lerkuler har ikke kunnet konkurrere med kløveret på grund af uheldigt vejr. Den bredsåede svedjerug er til gengæld lykkedes.                                                                 |
| 16-10  | 17. marts 2016    | (Flere af optagelserne i dette afsnit er for første gang tydeligvis optaget med drone) Der lægges plast over det nye drivhus, og udplantes tomatplanter. Frank viser afgrøderne på de mange små marker. Der sættes træfiberplader op på væggene i det nye hus. Frank lægger insektnet over kålen, som anbefaler af en Aarstidernes gartner. Der plantes solsikker, som stangbønner skal klatre op ad. Der arbejdes videre på dejtruget af poppel. Frank viser nogle specielle husholdningsærteplanter frem. Fårene hentes ud at spise på gåsenes græsgang. |

### Sæson 17: 2016
| Afsnit | Først tilgængelig  | Resume |
| ------ | ------------------ | --- |
| 17-1   | 25. august 2016    | Kløvermarken slås lidt af ganges og fodres til koen Leonora. Frank er ved at vænne koen at blive malket, og til at være skilt af fra kalven Peter. Frank klunser gulvbrædder til den nye stuehus i et hus som skal rives ned. Gulvbrædderne skal sæbebehandles. En høne har udruget ni løbeandeæg; alle de voksne løbeænder på nær en er blevet tager af ræven, men den sidste løbeand har også udruget 2 ællinger. Frank og børnene plukker jordbær.                                                                                  |
| 17-2   | 1. september 2016  | Tomatplanterne i plastikdrivhuset får fjernet sideskuddene. Hvidløgene er lykkedes bedre fordi Frank har fundet en ny sort. Frank er med til at brænde kalk på Middelaldercentret ved Nykøbing Falster. Løbeand-ællingerne spiser alle sneglene i køkkenbedet. De sidste gulvbrædder lægges i huset. Svedjerugen har lagt sig ned på grund af den kolde og våde sommer (2015). Frank har prøvet at plante to nye slags nøgen byg, med mindre tendens til at lægge sig ned.                                                             |
| 17-3   | 8. september 2016  | Frank viser ribsbuske og fuldvoksne cikorie-planter frem. Nogle af løbeænderne har fundet et hul i hegnet. Kålen er vokset så meget at den har løftet nettet, så kålsommerfuglene er kommet ind. På Middelaldercentret er kalken ved at være brændt færdigt. Frank får også demonstreret en stavslynge og en blide. Frank luger skræpper fra engen. Smedjen mures færdigt. |
| 17-4   | 15. september 2016 | Niels hjælper Frank med at grødeskære i åen. Der sies sand til at pudse det nye hus. Gartneren fra Aarstiderne kommer på besøg og ser kålplanterne i køkkenhaven. Frank har fået et nyt gammelt pigtærskeværk, som er transportabelt nok til at kunne stilles ned på marken. Der pudses med kalkmørtel inde i det nye hus. |
| 17-5   | 22. september 2016 | Der pudses indervægge i det nye hus med kalkmørtel og lermørtel. Frank lærer at lave måtter af tagrør, som skal bruges til at lave vægge. Der er lagt hø til tørring på hesjer, med planer om at prøve at udvinde kløverfrø. Frank har besøg af Michael, som hjælper med at lave skorsten på det nye hus. En rude sættes fast i drivhuset. |
| 17-6   | 29. september 2016 | Kornet er blevet modent, og høstes med le. Ydervæggene i det nye hus pudses med lermørtel. Frank har dyrket solsikker, som bliver brugt som "stativ" som bønnerne kan vokse op af. Frank har en tyr på besøg for at bedække, så der lige nu er i alt fire stykker kvæg. Der mures skorsten på smedjen. Frank har besøg af Michael, som hjælper med at pudse på tagrørsmåtter. Enka boghveden står flot, og skal plantes på et større stykke næste år.                                                                                  |
| 17-7   | 6. oktober 2016    | Kalkmørtelen på kvisten har frostsprængt; Michael er på besøg og prøver at reparere muren. Frank og Michael kalker også det nye hus, og pudser mellemvæggen på første sal. Frank har 5 planter af sorterne Lollandske Rosiner og Nakskov Brunært, som begge er gemmeærter; planen er at opformere dem for at plante dem i større skala. Smedeværktøj installeres i smedjen. |
| 17-8   | 13. oktober 2016?  | Det komposterede hestemøg fra mistbænken fjernes, så der kan fyldes nyt i til næste år. Der laves et bordben af cypres-træ. Der høstes tomater som skal på glas til vinteren, og cherrytomater som skal tørres. Der plukkes hasselnødder; spisekastanjerne er ikke blevet modne på grund af den dårlige sommer (2015). Der laves en improviseret radiator i væggen på første sal i det nye hus. |
| 17-9   | 20. oktober 2016?  | Frank fremviser årets kålhøst. Der sættes vinduesrammer i det nye hus, og væggen/loftet inden for vinduet beklædes med flettepil. Der laves skuffer under bordet i smedjen. Frank viser en samling af smedeværktøj han har fået frem. Der laves lerplader til essen. Der høstes Lille Tårøje runkelroer. Tyrekalven er blevet adskilt fra son mor, koen Leonora. Der er blevet lavet næsten en kubikmeter æblemost til ciderproduktion, fra 1430kg æbler. Det er 10 grader i december (2015), så bladbederne er begyndt at skyde igen. |
| 17-10  | 27. oktober 2016?  | Frank malker køer. Der kernel smør med den syrnede fløde. Skorstenene løftes på plads på huset med kran. Der tændes op i masseovnen for første gang. Badeværelsesgulvet laves med Marmorino Veneziano. Frank har haft Michael på besøg, som har pudset de indvendige vægge med ler. Flere tagplader er faldet af den gamle lade. Æbletræer beskæres. |

### Sæson 18: 2017
| Afsnit | Først tilgængelig | Resume |
| ------ | ----------------- | --- |
| 18-1   | 5. januar 2017    | Sneen er faldet på Kastaniegården, og det betyder, at Frank kan fælde et poppeltræ, som længe har truet med at vælte ned over fåremarken. Det giver så mulighed for at bruge den norske tømmerslæde sammen med Solvej, til at fragte træet væk. Frank forsøger sig med den svære kunst at kaste tyndt lerpuds opad i rundingen på stuehusets kviste. Og så skal der laves revledøre til smedjen. |
| 18-2   | 12. januar 2017   | På Kastaniegården giver Leonora så meget mælk, at Frank kan lave en særlig ost, kun bestående af mælk, æbleeddike og salt. Æblekernerne fra æblepressen bliver lagt ud på jorden, så de kan spire og blive til nye podegrene. Og på 1. salen i det nye stuehus skal væggene have farve. Det foregår ved, at der sprøjtes med grønt lerpuds. |
| 18-3   | 19. januar 2017   | Frank rejser langt væk fra Kastaniegården til en lille afsides bjerglandsby i Nepal, hvor befolkningen lever næsten 100 procent selvforsynende. Her får han masser af inspiration til sit eget lille landbrug, og ser hvor simpelt livet kan leves, når man kun har den omkringliggende natur og det lokale dyreliv at leve af. Han lærer at flette en doko, som er en kurv, man bærer på ryggen til at transportere ting i. Han hjælper med at afskalle ris, smede kniv, og til stor morskab for kvinderne i byen lærer han også at væve - det er normalt ikke noget mændene rører ved.                      |
| 18-4   | 26. januar 2017   | Frank er ved at samle ny viden til sit eget selvforsynende landbrug på en rejse til Nepal. Han maler bl.a. korn på med både en hånddrevet og en vanddrevet stenmølle. Og så skal hans nye kurv til ryggen - doko'en - afprøves. I lavlandet, hvor der mangler træ til at fyre med, har nepaleserne lavet et simpelt biogasanlæg, som Frank straks ser muligheder i derhjemme også. Derudover hjælper han med at lave et udendørs ler-komfur, og lærer at bygge spærrefag med kæmpebambus. |
| 18-5   | 2. februar 2017   | Der laves et walisisk levende hegn af tjørnebuske. Stellet til en rusten gummivogn skal sandblæses hos en smed i Grenå. Der plantes jordbær i tomat-drivhuset. Frank får et 10 år gammelt spisekastanje-træ til at stå på gårdspladsen på kastanjegården, fra Fyn. Frank får hjælp til at smede hængsler til døren til smedjen. En sjælden skestork er kommet på besøg på den oversvømmede eng. Der plantes frø til forspiring. |
| 18-6   | 9. februar 2017   | Broccoli, spidskål blomkål, rosenkål, hvidkål, salat, dild, persille, og radiser forspirer fantastisk i mistbænken. Frank prøver at bruge halm og filtet uld i stedet for plastik i jordbærbedet. Der justeres på smedjen. Et af ferskentræerne i drivhuset er gået ud. Der plantes ølandshvede og nøgen byg på den pløjefrie mark. Døren med de nysmedede hængler sættes på smedjen. Der dækkes af med plastik for at fjerne skvalderkål fra køkkenhaven. Der laves stativer til ærter. Frank bruger en ny såmaskine til at så ærter ("Lollandske Rosiner"). Det er april, og dyrene er kommet ud på marken. |
| 18-7   | 16. februar 2017  | Der skal ommøbleres og laves loft i stalden. Frank har sat insektfælder op, for at se om han kan fange insekter som måske ødelægger hans blommehøst. Pilegrene stå med enden i åen, så de lettere kan afbarkes. Gæssene har gået gæslinger. Der laves træstykker til at ventilere mistbænken. Vinranken i drivhuset graves op, og erstattes med et almindelig kaki-træ af sorten sharon. Børnene har fået en kanin. |
| 18-8   | 23. februar 2017  | Fårene har fået 5 lam. Der laves bur til kaninen. Det nye kastanjetræ klarer sig fint. Tjærnetræerne, som er blevet lagt ned som hæk, vokser også fint. En af hønsene har udruget mindst 2 kyllinger. Der luges ud i ærtemarken. Frank viser status på jordbærplanterne. Strandkål og strandbede er gode i det tidlige forårs hungry gap, samt pak choi i drivhus. Der plantes strandkål-frø. |
| 18-9   | 2. marts 2017     | En stikkelsbærbusk rettes op med træpæle. Der laves blikvinger til en lille vindmølle til en vandpumpe til dyrene. Kaninburret er færdigt, og har fået cirka 10 kaninunger. Det er blevet besluttet at bruge en møllesten som gulv i bryggerset, hvilket betyder at gulvet skal graves op. Meget sand har aflejret sig i åen, som har oversvømmet engen mere en normalt. |
| 18-10  | 9. marts 2017     | Frank har købt en Dronningborg Rivierre-Casalis blødballepresser. Gummivognen er blevet sandblæst, malet, og metaliseret med zink. Der lægges ler i strølaget under første etage i det nye hus, for at virke lyddæmpende. Der lægges gulvbræddder på første etage.Nogle af kanin-ungerne er gået til. Der tyndes ud i gulderødderne. Der er udsigt til god blommehøst; måske har insektfælderne virket. |

### Sæson 19: 2017
| Afsnit | Først tilgængelig  | Resume |
| ------ | ------------------ | --- |
| 19-1   | 24. august 2017    | I efterårssæsonens første program gør Frank status på marker og køkkenhave, forsøger at reparere en bremsetromle, lægger gulvtegl i det nye hus og præsenterer den nyfødte kalv. |
| 19-2   | 31. august 2017    | På Kastaniegården vokser kaninerne og de søde ærter, hesten Solvej harver, og det nye bjælkeloft over stalden samles med franske låse. |
| 19-3   | 7. september 2017  | Der er tomater og agurker i Kastaniegårdens to drivhuse. Efter en sløj begyndelse er tomaterne godt på vej; nogle af dem skal dog høstes gule. Frank laver en ny flot bås af genbrugstræ i stalden, og ude i køkkenhaven skal knoldsellerien hjælpes på vej med lidt ekstra gødning fra hønsehuset. Der bliver også tid til at eksperimentere lidt med at farve beton. |
| 19-4   | 14. september 2017 | Kastaniegårdens ene kirsebærtræ giver i år så mange bær, at Frank vil lave kirsebærvin. På marken står neg fra årets kornhøst samlet i hobe, så de kan tørre helt, inden Frank kører dem ind. Ved siden af venter markens ærtehøst også på at blive tør. Koen Leonora har født sin første kalv, og Frank arbejder videre med gummivognens bremsetromle. |
| 19-5   | 21. september 2017 | Det farvede betongulv i entréen skal slibes og gøres flot. Gummivognens hjul og ramme er blevet malet, og Frank laver et nyt lad af træ. Fryseren er ved at være tom, så et får må levere noget kød. |
| 19-6   | 28. september 2017 | Kastaniegårdens staldloft skal gøres klar til at rumme hø og halm, og smedjen tændes op, så Frank kan rette et gammelt bremsehåndtag op til gummivognen. Korn-negene er tørre og klar til at blive hentet ind fra marken for at blive tærsket i det nye tærskeværk. |
| 19-7   | 5. oktober 2017    | Årets ærtehøst skal renses, så den er klar til at blive gemt til vinter og blive til mange portioner gule ærter. Blommetræerne bugner med modne frugter, og nu er det tid til at smage de forskellige blommer. Frank vil i fremtiden gøre gården firelænget. Den nye længe skal have et buet indgangsparti, så han går i gang med at økse en stor bue ud af en kraftig planke. |
| 19-8   | 12. oktober 2017   | Efteråret betyder, at forrådskamrene på Kastaniegården skal fyldes. Frank må højt til tops for at få fat i sine yndlingspærer: De grønne, sprøde Clara Friis. Nede på jorden bliver der bælget hestebønner, og Frank har store fremtidsplaner med de tre forskellige slags, han har dyrket i år. Peter har desværre ikke fået mulighed for at udleve et liv som avlstyr pga. manglen på køer, der skulle bedækkes. Så han har måttet lade livet, og kommer i stedet til gavn som bøffer og oksesteg i fryseren. |
| 19-9   | 19. oktober 2017   | Roetoppe er godt efterårsfoder til køerne, så Frank og børnene svinger seglene på marken. Alle bidrager med noget, så kaninfamilien bliver mindre, for at give kød til Kastaniegårdens beboere. Filippaæblernes smag får alle Franks barndomsminder frem, og så er det ikke helt let at beslutte, hvilken profil fodlisterne i det nye hus skal have. |
| 19-10  | 26. oktober 2017   | Frosten er på vej til Kastaniegården, så vinterforråd til dyr og mennesker skal hentes ind, før det er for sent. Køkkenet i det nye stuehus tager form, og bliver blandt andet lavet af gamle fyldningsdøre. Frank bygger naturligvis det hele selv, så han mangler aldrig nye projekter hverken ude eller inde. |
| 19-11  | 2. november 2017   | Familien på Kastaniegården skal inden længe flytte ind i det nye hus, så både fodlister, walk-in closet og internetforbindelsen skal være på plads. Frank kan også næsten nå at gøre det nye stald-inventar færdig. |

### Sæson 20: 2018
| Afsnit | Først tilgængelig | Resume |
| ------ | ----------------- | --- |
| 20-1   |                   | Nye udfordringer venter på Kastaniegården. Frank skal i gang med at lave trappen til førstesalen, og har derfor fået besøg af en tømrer, der kan den svære, ældgamle kunst at bygge en trappe helt fra bunden. Og det er en yderst langsommelig proces. For at få den perfekte møggreb, har Frank tændt op i essen, fordi greben skal tilpasses et mere solidt skaft. Og endelig besøger Theresa og Frank en fabrik, der laver linoliemaling. Her er udfordringen at blive enige om farverne til træværket i det nye stuehus.        |
| 20-2   |                   | I Franks værksted er der glæde. Han har nemlig fået et godt tip til, hvordan han laver perfekte sinker i de nye køkkenbordsskuffer, han er ved at snedkerere. Til gengæld er han knap så tilfreds med stolperne i humlehaven. De er lavet forkert og er væltet omkuld. Så nu har han udtænkt et nyt system til, hvordan de kan overleve både humleplanter, der vokser kraftigt og fremtidige storme. Og så er tiden endelig kommet, hvor trappen til 1. sal bygges færdig, og den skal monteres i hullet, hvor den gamle trappe sad. |
| 20-3   |                   | Frank har fået en stor drøm opfyldt, han har nemlig fået fat i en større og bedre høvlebænk til værkstedet. Men sin drøm om at så frø i en varm mistbænk kniber det til gengæld med at få opfyldt, fordi hestemøget i mistbænken ikke opfører sig som forventet. Og så går turen til Nationalbanken, hvor de gamle, tunge tryksværtevalser ikke længere er i brug til at lave pengesedler med. Nu skal valserne fjernes gennem et stort hul i væggen, så de fremover kan bruges til fremstilling af linoliemaling.                   |
| 20-4   |                   | Frank er i gang med at ændre gamle dannebrogsdøre til døre med ruder i toppen, så lyset kan trænge ind. Familiens slædehund Malik blev desværre alvorligt syg og døde, så nu ligger han begravet i haven under en fin sten. Men i fårefolden er der kommet nyt liv til, efter det nye får har læmmet to små lam. Og i køkkenhaven har Johan og Alma fået deres eget stykke jord, som Frank fletter pilehegn omkring. |
| 20-5   |                   | Frank giver sig i kast med et kompliceret projekt, der indebærer bål og kogende vand: Han skal dampbøje nye træhåndtag til sin lille så- og radrensermaskine. Hele familien tager til Livø med en sæk boghvedefrø og en pose boghvedemel. Frøene skal såes på øen, mens boghvedemelet ender med at blive til pandekager. Og så er det tid til endnu et stort projekt på Kastaniegården, for Frank vil bygge et hus omkring kalkbrændeovnen med plads til både ovn, brændte sten og fyringstræ.                                       |
| 20-6   |                   | Frank er i gang med at sætte de sidste greb på køkkenskufferne, og smører samtidig stearin på skinnerne, så skufferne glider så nemt, at han næsten kan puffe dem i med hoften. Gjorden på Solvejs seletøj er i stykker, men heldigvis har Frank fået forbindelse til en sadelmagerskole i Sverige, hvor han tager op for at få hjælp til at reparere seletøjet. Og så giver det sved på panden, når fundamentet til det nye skur omkring kalkbrændeovnen skal graves ud med hakke og skovl.                                         |
| 20-7   |                   | Frank arbejder videre med andreaskorset i bindingsværket til skuret omkring kalkbrændeovnen, og i dag får han hjælp af den lokale præst. Han skal give en hånd med at rejse bindingsværket, og kan samtidig fortælle hvor navnet andreaskors stammer fra. I marken står ærterne og roerne rigtig fint, desværre går det ikke helt så godt i rapsmarken, hvor planterne er angrebet af skulpegalmyg. Og så viser Johan og Alma, hvad de dyrker i deres køkkenhave.                                                                    |

### Sæson 21: 2018
| Afsnit | Først tilgængelig | Resume |
| ------ | ----------------- | --- |
| 21-1   |                   | Tjørnehækken har bredt sig alt for meget på Kastaniegården, men heldigvis har Frank fundet et gammelt genialt redskab til at løse det problem. På bygmarken kaster han sig ud i et nørdet projekt med at krydse to nøgenbygsorter ved hjælp af pincet og brodersaks. Og så tager skuret omkring kalkovnen mere form, når skråbåndene pløkkes fast. |
| 21-2   |                   | Rapsen er høstet og skal tærskes. Frank har udtænkt en alternativ måde at gøre det på, nemlig ved at køre sin traktor henover rapsbælgene. Spærene skal sættes op på kalkovnsskuret, og selvfølgelig er det genbrugsspær Frank bruger til projektet. Og så hjælper hele familien hinanden med at holde styr på mor kanin og syv unger, mens de muger ud i kaninburet. |
| 21-3   |                   | Frank tager til Hjerl Hede for at få hjælp af en smed til at fortinne sin mælkecentrifuge. Hjemme på Kastaniegården er havremarken årets katastrofemark, så den smule havre der er, høster Frank med sejl. Og så skal der slås 4-tommersøm i, denne gang gælder det lægterne på kalkovnsskuret. |
| 21-4   |                   | På Kastaniegården er ølandshvedemarken en succes , ikke mindst pga. rødkløveren, som gror perfekt under hveden. Frank er i gang med et nyt kalkbrændingsprojekt denne gang med muslingeskaller, som brændes over bål. Almas roeaftopningskniv skal have nyt skaft, så Frank må i gang med øksen. |
| 21-5   |                   | Kartoflerne skal tages op, inden familien på Kastaniegården rejser til Finland. Her skal Frank sammen med svenske, norske og danske venner prøve at lave en udspændt træstammebåd. I Finland er man klar til at lære fra sig, og Frank plus venner får samtidig set, hvordan man kan udvinde tjære fra træ. |
| 21-6   |                   | Familien fra Kastaniegården er i Finland sammen med nordiske håndværkervenner for at lære at bygge en åben træstammebåd og opleve udvindingen af tjære fra tjæretræ. Theresa lærer om lokal brødbagning, og fiskefælderne skal også tjekkes inden hjemrejsen. |
| 21-7   |                   | Frank mangler fæhår i den kalkmørtel, han skal bruge til at understryge taget i kalkbrændingsskuret med. Fæhår er hesten Solveig og koen Leonora leveringsdygtige i, så de får studset man og hale. Kalkbrændingsskuret får også monteret poppelbeklædning, og som toppen på værket ser Frank sit snit til at lave Kastaniegårdens første industriskorsten. |
| 21-8   |                   | Frank klunser vingetegl fra et tagrenoveringsprojekt som pakkes i container og fragtes hjem til gården. Skaftet på Franks gode gamle køkkenkniv er gået i stykker, så han må i smedjen for at lave nye messingnagler. Håndtaget på den trofaste pande er brændt i stykker så der drejes et nyt håndtag i bøg på den nyanskaffede drejebænk Frank har lavet en væv og er gået i gang med at væve en måtte af rughalm, som han vil bruge til at afdække roer. Og så må tyrekalven Mogens lade livet. |

### Sæson 2019
| Afsnit                                 | Først tilgængelig | Resume |
| -------------------------------------- | ----------------- | --- |
| 1                                      | 3. januar 2019    | Frank lægger belægning foran hoveddøren og få bugseret de store trappesten på plads. Der kløves brænde fra det gamle asketræ. Stammebåden fra Finland er endelig kommet hjem, og Frank tager imod den i Aarhus Havn. |
| 2                                      | 10. januar 2019   | Bogreolen omkring trappen er klar og Frank sætter bøger på plads. Kælderen under trappen skal bruges til opbevaring af grøntsager, men først skal hullet tømmes for byggerod. Solbærbuskene beskæres. |
| 3                                      | 24. januar 2019   | Der skal laves porte til det nye kalkbrænder-hus. Sidste års brug af hestemøg i mistbænkene gik galt, så i år prøver Frank at gøre det mere luftigt. Frank har færdiggjort en kiste til grøntsagerne i kælderen og sætter både spise- og læggekartofler ned. |
| 4                                      | 31. januar 2019   | Kastaniegården står i det maritimes tegn, når Frank og bådebyggeren Peter lægger sidste hånd på den finske haapio. Sidste hånd bliver også lagt på porten til kalkbrænderhuset, og så kommer gårdens sidst fødte lam på græs for første gang i sit liv. |
| 5                                      | 7. februar 2019   | Kastaniegårdens anden kviekalv er født - Bea er navnet. Frank udplanter majroer i køkkenhaven fra mistbænken, mens gårdens figenplanter får nogle solfyldte pladser langs stuehusets facade. Og så det er det nu, det gamle stuehus langt om længe får tagrender. |
| 6                                      | 14. februar 2019  | Forår og masser af sol får det hele til at krible på Kastaniegården. Kartoflerne skal hyppes, roerne skal hakkes, og der skal luges mellem quinoaplanterne. Og så mener Frank, at han og Theresa endelig er blevet gamle nok til at få et blomsterbed. |
| 7                                      | 21. februar 2019  | Der kommer et nyt familiemedlem til Kastaniegården: Labradorhvalpen Kajsa. Det er usædvanligt tørt, og fårene mangler græs, men heldigvis finder de vej til skræpperne bag stalden. Og så får Frank endelig lavet årer til sin finske stammebåd. |
| 8                                      | 28. februar 2019  | Der er fuld gang i Kastaniegården, hvor køerne skal være prøvekaniner for Franks nye elhegn, der drives af solceller. Portene til kalkbrænderskuret får et smart lukkesystem, og moskusanden kaster sin kærlighed på sine nyklækkede, dunede ællinger. |
| 9 - Portbue og stik                    | 16. oktober 2019  | I efterårssæsonens første afsnit viser Frank hvordan det bugner med afgrøder i køkkenhaven. Kastaniegårdens store stald skal rives ned, men den ene ende skal bevares og murværket skal udstyres med et såkaldt stik - en buet åbning hvor porten skal sidde. Det kræver en træskabelon før murerarbejdet kan begynde. Marken skal også gøres klar til vinterrapsen, så Johan og Alma må hjælpe Frank med at fjerne skræpper.                                         |
| 10 - Hjem til gården                   | 23. oktober 2019  | Frank og hans familie er i Nordnorge på den gård, hvor han som 17 årig var gårdsdreng. Her vil han blandt andet bygge en samisk vinterhytte sammen med den norske familie på gården og venner fra egnen. Han kan heller ikke holde sig fra en forfalden vandmølle, - nu han er der. |
| 11 - Må det briste eller bære          | 30. oktober 2019  | I denne episode af Bonderøven: Frank og børnene er tilbage i Norge. De bor igen på gården hos Thorbjørn og Louise. Nu skal den samiske vinterhytte gøres færdig med hjælp fra venner og lokale beboere. Der bliver dog også tid til en fisketur sammen med Thorbjørn, Johan og Alma- når de alligevel skal op i højlandet for at samle vigtige træstykker til brug i byggeriet.                                                                                       |
| 12 - Kul og koskind                    | 6. november 2019  | På Kastaniegården arbejder Frank videre med den nye portåbning til den del af stalden der skal bevares. Dansk salat og asiatisk kål skal plantes og sås i køkkenhaven. Det er godt at have til vinter. Og så laver Frank trækul til smedjen med sin hjemmelavede, thailandske trækulsbrænder. |
| 13 - Hele verden i maven               | 13. november 2019 | Klodens kontinenter samles på Kastaniegården: Asiatiske sojabønner, sydamerikansk quinoa og dansk boghvede - som oprindeligt også stammer fra Asien. Alma og Johan hjælper til med at få boghveden i hus, Frank spiser hjertenødder, og katten hjælper med at smage på sojabønnerne. Og så får Haapioen - den finske stammebåd - en gang nykogt, finsk tjære. |
| 14 - Jomfrutur og maling over åben ild | 20. november 2019 | Det ligner suppe med rugmel, der bliver kogt over åben ild, men i virkeligheden laver familien på Kastaniegården rød maling til hønsehuset. Den finske stammebåd er endelig kommet i vandet, og Frank finder den perfekte måde at ro den på. Til gengæld er det ikke gået helt godt med kastanierne fra kastanietræet på gårdspladsen. Kun to brugbare spisekastanier er det blevet til, men det er bare en forsmag på, hvor god den næste høst bliver, mener Frank.  |
| 15 - Brønd og blanke vindskeder        | 27. november 2019 | Brønden på Kastaniegården er løbet tør for vand, så nu skal laves en ny boring gennem kalk og stenlag ned i undergrunden. Opbygningen af afløseren for den gamle stald med flotte stik og forbandt tager stadig tid, men ikke mere end at hønsehusets meget trængende vindskeder kan få en gang linolimaling. |
| 16 - Af med hovedet og velbekomme      | 4. december 2019  | Frank er på hjemmebane, når tre gæs, en landand og en moskusand går fra at være en del af dagligdagen på Kastaniegården til at blive en del af indholdet i fryseren. Til gengæld er han på udebane, når det gælder dyrkning af quinoa og amarant. Familien kan ikke lide quinoaen, og det er umuligt at få sand ud af de bittesmå amarantfrø. |
| 17 - Kajsas Julegave                   | 17. december 2019 | Julen nærmer sig med hastige skridt også hos Frank og familien på Kastaniegården. De fleste julegaver er i hus. Men der er en meget vigtig julegave, der mangler. Frank vil nemlig lave en hundekurv til familiens nye medlem Kajsa. Hundekurven skal laves af løbbinding, et gammelt håndværk, som Frank lige skal lære først af den lokale pilefletter Bent Vinkler. Samtidig er det også et gensyn med hyggelige øjeblikke fra året der er gået på Kastaniegården. |

### Sæson 2020
| Afsnit                                                    | Først tilgængelig | Resume |
| --------------------------------------------------------- | ----------------- | --- |
| 1 - Forårssysler og vingesus                              | 17. marts 2020    | Selvom foråret ikke har meldt sin ankomst endnu, kan Frank ikke vente, med at tage de første spadestik til forspiring. Og så har han brugt sit vinterhi på at lægge helt nye planer om et miljøvenligt kæmpeprojekt, der kræver en tur til Vestjylland                                                                   |
| 2.- Farvel til den gamle staldbygning                     | 31. marts 2020    | Hos Frank er det en stor dag. Den gamle staldbygning skal rives ned. Men før den kan rives ned skal bygningen saves over i to. Det kræver sin mand og maskiner af den helt store slags. Entrepenøren Børge og hans folk er som altid behjælpelig med opgaven.                                                            |
| 3 - Bonderøvens protest mod Black Friday                  | 7. april 2020     | Frank er ikke ligefrem forelsket i fænomenet Black Friday. Så i stedet for at købe en ny skovl, fikser han sin gamle og viser dig, hvordan du selv kan fikse din yndlingsskovl. Og så bliver han så begejstret over en af sine afgrøder, så han mener, den må være enhver økologs vådeste drøm.                          |
| 4 - Et 13 meter langt knuseværk og 2 små lam              | 21. april 2020    | Hos Frank er der besøg af den største maskine, der, indtil nu, har været på Kastanjegården. Et 13 meter langt knuseværk der forvandler den gamle stald til grus. Og midt i det hele kommer der to nye lam til verden. |
| 5-I skoven med hest                                       | 28. april 2020    | Ved hjælp af et smart trick står Frank allerede nu med de flotteste sprøde og røde rabarber. Og så skal han i skoven på gammeldags maner. Han skal nemlig hente træ til sin mølle med hjælp fra hesten Solveig |
| 6 - Familien i frugthaven                                 | 5. maj 2020       | Endelig kan Frank gå i gang med at etablere sin frugthave, hvor den gamle stald stod. Det bliver et familieprojekt, hvor Frank må trække på sine pædagogiske evner. Og så er der lette tips til at undgå ukrudt i køkkenhaven.                                                                                           |
| 7 - Motorer i massevis                                    | 12. maj 2020      | Frank skal have savet sit nedfældede tømmer til møllen. Det kræver en bloksav af format, som tilfældigvis står på Motorsamlingen på Djursland - Nordeuropas største samling af stationære forbrændingsmotorer. |
| 8 - Hønen og Hunden                                       | 19. maj 2020      | På Kastanjegården er et sandt drama under rolig opsejling, når hunden Kajsa og hønen viser deres sande natur. Og så er der kommet små gæslinger, men under lidt andre forhold end normalt. |
| 9 - Rentabelt eller spild af tid                          | 26. maj 2020      | Endelig er den nye hegnsmaskine kommet hjem til Kastanjegården. Og det varer ikke mange minutter, før den skal vise sine evner. For alle kneb skal tages i brug, hvis hønsene skal holdes ude af blomsterbedet. Og så vil Frank lave sin egne punktfundamenter, hvis det altså kan betale sig......                      |
| 10 - En værdifuld belønning                               | 2. juni 2020      | I dag skal punktfundamenterne tages ud af formen, og så vil det vise sig, om det har været arbejdet værd. Men midt i det hele må Frank hente sine gæs hjem, da naboens græs tilsyneladende er grønnere. Og så får han en belønning fra engen, som han længe har ventet på.                                               |
| 11 - En uventet gave til Frank                            | 14. oktober 2020  | Det er efterår og Frank er tilbage. Han skal i gang med det store vindmølleprojekt, og det kræver tunge solide jernbjælker og en kran, der kan ramme på centimetermål. Og så får Frank en gave fra uventet side, som gør vindmølleprojektet noget nemmere.                                                               |
| 12 - Kolde fadøl og passionerede håndværkere              | 21. oktober 2020  | Der skal mange stole, kolde fadøl og velsmurte madder til, når projekt mølle skydes i gang på Kastanjegården med et kæmpe hold af passionerede håndværkere fra ind- og udland. Og så har Frank fundet en løsning , der giver massevis af blåbær i haven.                                                                 |
| 13 - Frank og Fregatten                                   | 28. oktober 2020  | Det store mølleprojekt griber om sig. Udover det store håndværkersjak af gode venner, bliver der også brug for at involvere både Fregatten Jylland og Henrik fra motorsamlingen. Midt i det hele kommer der nye familiemedlemmer på gården.                                                                              |
| 14 - Rejsning på Kastanjegården                           | 4. november 2020  | Så er det i dag, det vil vise sig om alle ender passer i det store mølleprojekt. Bundkonstruktionen skal samles og hejses. Det kræver mandskab, nøjagtighed og en kæmpe kran. Og så gemmer en forpjusket våd høne på hele 5 overraskelser.                                                                               |
| 15 - Frank fermenterer                                    | 11. november 2020 | Frank kan ikke lide, at havens mad går til spilde, og nu hvor Kastanjegården er ved at blive overtaget af storvoksende sommerkål og kæmpe agurker, får han brug for hjælp. Derfor kommer Søren Eilersen fra Aarstiderne på besøg for at sætte Frank ind i kunsten at fermentere.                                         |
| 16 - En fejlplaceret mølle og én eneste mand              | 18. november      | Endelig er den solide mølle landet på toppen af det nye møllehus. Det krævede et stærkt hold venner og en stor kran. Der er bare et problem - den er placeret forkert, så den skal flyttes. Og den opgave tænker Frank at løse helt på egen hånd.                                                                        |
| 17 - Men først......                                      | 25. november 2020 | Der skal rug i jorden på Kastanjegården. Først skal såsæden renses og træhjulet til såmaskinen fikses. Men inden da skal jernringen til træhjulet lige rettes op, for den er skæv... og akslen på valsen skal også rettes, for den er ligeså skæv. Men SÅ kan rugen komme i jorden - altså når hønsene er lukket ind...  |
| 18 - Hestens hierarki                                     | 2. december 2020  | Det er ikke nemt, at være sulten ko på Kastanjegården. For her er det nemlig hesten Solveig, der bestemmer, hvem der får mad, og hvornår der skal spises. Og så skal der slagtes lam. Heldigvis får Frank hjælp af Johan og Alma. Men det er ikke alle, der er lige begejstrede for den opgave.                          |
| 19 - Møllehuset snittes til                               | 9. december 2020  | Frank er blevet fristet, og har købt en "ny" maskine til gården. Samtidig får passionen plads, når det bliver tid til at overveje detaljer på Møllehuset, fremfor den store mureropgave, der længe har fyldt. |
| 20 - Farvel ko, goddag fyldt fryser                       | 16. december 2020 | Køerne skal ind til vinteren, men der mangler plads i stalden. Til gengæld er der god plads i kummefryseren, så en af køerne må lade livet. |
| 21 - En duft af træskotræ, vaniljekranse og norsk julemad | 10. december 2020 | Op mod jul bliver der røget kød, inden familien besøger Frilandsmuseet Hjerl Hede. Her lærer Frank at lave træsko, og familien følger med i rugbrøds- og vaniljekransebagning på museets gamle bageri. Hjemme på Kastaniegården bager Frank norsk fladbrød og laver den norske julespise pindekød, så familien kan smage |

### Sæson 2021
| Afsnit                                    | Først tilgængelig  | Resume |
| ----------------------------------------- | ------------------ | --- |
| 1 - Muranker og Mølleklapper              | 4. maj 2021        | Frank mener, at en flot gavl fortjener et muranker, men han har kun et af slagsen, så han må i smedjen. Et pæretræ uden pærer må lade livet for at give plads til en sølvlind, men at grave huller på Kastaniegaarden er en kamp. Og så skal der laves mølleklapper i massevis. |
| 2 - Drivhus og drivvåd eng                | 11. maj 2021       | Det er over 10 år siden at Frank byggede drivhuset, så nu skal det have en grundig overhaling. Nye lister af egetræ skal fabrikeres og der skal opgraderes med en tagrende. Og til Franks store glæde er engen oversvømmet. Det giver håb om en stor høst af hø. |
| 3 - Buet glas og bondelodning             | 18. maj 2021       | Frank skifter alt glasset i drivhuset ud med buet glas og bruger en petroleumsblæselampe til at lodde tagrenden. Resultatet af lodningen er knap så kønt, men det vigtigste er, at sammenføjningen holder tæt. Og så får Frank en hjælpende hånd med at garve skind med fårehjerne. |
| 4 - Pigsten og Påskelam                   | 25. maj 2021       | Et sikkert forårstegn har meldt sig på Kastaniegaarden, hvor hele fem lam er læmmet. Imod Franks gode vilje skal et af lammene flaskes op. Frank er træt af at gårdspladsen står under vand, når det regner, så han går i gang med at lægge pigsten. |
| 5 - Gavlvinduer og Gåsemord               | 1. juni 2021       | Skovmåren har i løbet af natten slået til og dræbt alle gæssene på Kastaniegaarden, og Frank grubler over, om han skal starte forfra med gåseavlen. Der skal også tænkes over gavlvinduernes placering på møllebygningen, og så synes Frank altid, at det er godt at samle billige point hos Theresa, så han fletter en kurv til hende. |
| 6 - Kæmpegreb og kølervæske               | 8. juni 2021       | Kastaniegaardens køkkenhave er i ti år blevet dyrket som gravefrit havebrug, men nu skal jorden luftes, så Frank fremtryller en kæmpegreb i værkstedet. Det er endelig blevet tid til at lave punktfundamentet på møllebygningen, og det skal nivelleres på plads med vandslange og kølervæske. |
| 7 - Fælder og fundament                   | 15. juni 2021      | Kastaniegaarden har en tyv, som stjæler kålplanter fra mistbænken, så Frank har sat fælder op. Der skal også lappes bukser, støbes fundament på møllehuset og så drømmer Frank om et refugium af hængepil, der skal omkranse søen. |
| 8 - Kalk og kartofler                     | 6. juli 2021       | Det er såtid på Kastaniegaarden, og Frank har fundet den gamle amerikanske håndsåmaskine frem, som lå under noget skrammel, da han overtog gården. Nordbaggen Solveig trækker harven over kartoflerne, og Frank tager sikkerhedsbrillerne på, fordi forår betyder kalkning, og kalkning skal ifølge gammel skik være færdig inden pinse. |
| 9 - Cypres og Gæslinger                   | 13. juli 2021      | Efter forårets gåsemord er der nu endelig gæs tilbage på Kastaniegaarden. Syv gæslinger er blevet ruget ud og bor under en varmelampe indenfor i huset, og Frank glæder sig, til at gæssene kan komme på græs, så han kan få sin nattesøvn tilbage. Og så arbejder han videre på at flække cypresser til hegn og havelåger. |
| 10 - Bindingsværk og forbudt kærlighed    | 20. juli 2021      | Frank går i gang med at lave en tilbygning af bindingsværk, som skal rumme savværket, og den skal selvfølgelig laves af træspærrene fra den gamle stald. Jordbærrene og de mange rækker af kål skal dækkes af for at beskytte mod solsorte og larver. Kastaniegaardens enlige andrik får endelig selskab af en moskusand, og med hjælp fra Theresa kan Frank endelig gøre den sidste cypreslåge færdig og lukke fårene ud på engen.                                                   |
| 11 - Familieforøgelse og fortandet bjælke | 28. september 2021 | Familien på Kastaniegaarden har fået et nyt medlem - Tyrekalven Mars er ankommet og håbet er, at han kan forøge kvægbesætningen med endnu flere køer. Sidetilbygningen på møllehuset skal forstærkes med en fortandet bjælke for at kunne holde til vægten af spåntaget, og Frank klatrer til tops i kirsebærtræet for at smage de første modne bær. |
| 12 - Morbær og Mørtel                     | 5. oktober 2021    | Det er sommer på Kastaniegaarden, og Frank forsøger sig med en ny måde til at høste morbærtræerne. Den bedste metode til at pudse vægge på er at kaste mørtelen på, men det sviner og efterlader hunden Kaysa med et dalmatinerlook. Og så kan Frank gøre status over møllehuset: To paller med mursten står tilbage - ellers er alt fra den gamle bygning genbrugt. |
| 13 - Makeover og Møllehus                 | 19. oktober        | Børnene er sendt på sommerferie hos bedsteforældrene, og det giver Frank og Theresa mulighed for at give køkkenet den helt stor overhaling. Bordpladen skal limes, skufferne gnides med stearin og de lerklinede vægge shines up. At høste med le er hårdt arbejde, så for at skåne sine albuer skårlægger Frank kornet med sin traktor og bruger energien til at sætte vinduer i møllehuset.                                                                                         |
| 14 - Agurker og aggressive gæs            | 26. oktober 2021   | Der skal smages på agurker, og Alma og Johan giver deres bud på, hvad der skal dyrkes fremover på Kastaniegaarden. Hunden Kaysa bliver jagtet af de mere og mere aggressive gæs, og Frank må trøste hende med, at det altid er øksen som vinder til sidst. Danske tagudhæng er alt for kedelige, mener Frank, og går i gang med at lave norsk inspirerede spærender på møllehuset. |
| 15 - Efterbrænder og UFO squash           | 2 november 2021    | Frank trampetærsker årets høst af sennep og beskriver smagen som "næseefterbrændende". En høne skal flyttes fra værkstedet, hvor den har udruget kyllinger, og så er Frank begejstret over, at det for første gang siden han var 12 år gammel, er lykkedes ham med at gro en UFOsquash |
| 16 - Kastaniegaarden på Kajaktur          | 9. november 2021   | Selvom der er frisk luft og masser af plads på Kastaniegaarden, så synes Frank alligevel, at udelivet er blevet forsømt, så han tager på kajaktur med hele familien. Der skal laves årer i børnestørrelse, laves mad over bål og så viser Franks gode ven Svend , hvordan man kaster med harpun. |
| 17 - Rust og slemme Solveig               | 23. november 2021  | Franks gamle Toyota skal have nye sider på ladet, så der skal brændes rust af beslagene og smedes nye ringe til lastestropper. Årets høst af hør skal bearbejdes, og så har hesten Solveig ikke forstået det smukke i Franks håndflækkede hegn, og har gnedet sig op ad dem, så nu skal stolperne rettes op. |
| 18 - Gale gæs og høvlede spån             | 30. november 2021  | Gæssene på Kastaniegaarden har set sig sure på Franks bil og bider listerne af, så han glæder sig til at få det sidste ord, når gæssene skal slagtes. Der skal høvles tagspån til møllehuset med en maskine som har kostet nogle tommelfingre i gennem tiden, og I køkkenhaven vil Frank forsøge sig med at lave stiklinger ud fra en gammel dansk jordbærsort. |
| 19 - Hul i taget og buk af blik           | 7. december 2021   | Tagarbejdet på møllehuset er nu nået så langt, at der skal laves kvistvinduer, og det er ganske grænseoverskridende for Frank at skære hul i taget. I drivhuset er Kakitræet ved at være modent og der skal plukkes æbler, inden det begynder at blæse for meget. Frank får hjælp af Tony til at lave blikindækninger til kvistvinduerne på møllehuset. I køkkenhaven skal knoldsellerien bjærges og Frank forsøger også at finde de søde kartofler, men nogen har været der før ham. |
| 20 - Kløpind og knoldselleri              | 14. december 2021  | Hesten Solveig bliver ved med at bruge Franks håndflækkede hegn som kløpind og gøre hegnet skævt, så nu skal hegnet have strøm på. Det har været et godt kartoffelår på Kastaniegaarden, faktisk så godt at Frank kan fodre hønsene med kartoflerne og så skal Motorsamlingen besøges for at se den mølle, som Frank har hjulpet med at bygge. |
| 21 - Jul                                  | 10. december 2021  | Det er jul på Kastaniegaarden, og Frank laver lammerullepølse og sennep af egen avl. I løbet af året har drillenisserne været på spil, når han har skullet tænde sine primusser, så Frank og familien besøger Dansk Motorsamling for at reparere dem. Han får kyndig hjælp af Henrik, Sven og Freddy Og så skal julen lyses ind i skæret fra de gamle primusser, når han serverer æbleskiver på fransk manér til gutterne på motorsamlingen.                                          |

### Sæson 2022
| Afsnit                               | Først tilgængelig  | Resume |
| ------------------------------------ | ------------------ | --- |
| 1 - Indesysler og udeliv             | 2. marts 2022      | Det er vinter på Kastaniegaarden, og det betyder indesysler: Johan hjælper far med at tromlekarte uld, og Alma tramper ulden med varmt vand og sæbespåner, så den kan bruges til filtsåler. Frank laver vinduer til møllehuset, giver roer til køerne og hø til fårene. Og så er det vigtigt at Solveig og Mars får masser af dybstrøelse, så de kan holde sig varme i kulden. |
| 2 - Is og ild                        | 9. marts 2022      | Tyrekalven Mars oplever sin første vinter på Kastaniegaarden og er kommet på glatis, og Frank må hugge hul i isen, så den kan få noget vand at drikke. Det svenske raftehegn er væltet og Frank tænder op i den store esseskål. Der skal nemlig varmes vidjer op for at lave viklinger til et nyt hegn. Længe har Frank glædet sig til at sætte vinduer og port i møllehuset og nu skal det være. Vinduerne smutter hurtigt i, men den store revleport kan ikke åbne så hvad nu...                        |
| 3 - Rørhøst og filtsåler             | 16. marts 2022     | Frank har i årevis drømt om at kunne høste sine egne tagrør til at tække med, så nu har han købt en enmandsbetjent rørhøster og begiver sig ud i rørskovene på Djursland for at teste maskinen. Alma hjælper med at udnytte ulden fra de mange får til at lave nye filtsåler af, og i smedjen skal der skal drejes gevind på bræddeboltene til den nye dør i møllehuset. |
| 4 - Ménage à trois                   | 23. marts 2022     | Tyrekalven Mars og hesten Solveig har gået så meget sammen, at de tror, de er den samme art. Men en tredje beboer ankommer til Kastaniegaarden, og der opstår drama og jalousi på det fredelige Djursland. Franks savværk har stået stille i to år, men er til hans begejstring nu blevet færdigmonteret. Der mangler dog en ordentlig udsugning, og Frank flikker en cyklon sammen, som kan holde styr på savsmulden.                                                                                    |
| 5 - Rottens død                      | 30. marts 2022     | Hønsehuset har ikke noget fundament, og nu har rotterne holdt deres indtog. Bevæbnet med et brækjern træder Frank ind i arenaen og forsøger at dræbe de uønskede husbesættere. Foråret er endeligt på vej, så der skal sættes stærekasser op, og så er der kommet nye lam, som skal have flaskemælk. |
| 6 - Nøgenbyg og Newyorker-stemning   | 6. april 2022      | Et gammelt udgået asketræ skal omdannes til et eksklusivt fuglebo med rå newyorker-stemning, og Frank går i gang med at slibe motorsaven. Grønne linser skal afprøves som en ny afgrøde på Kastaniegaarden, og nøgenbyg bliver sået med hjælp fra Solveig. |
| 7 - Dallas og Drivhus                | 20. april 2022     | Pigstenene på gårdspladsen er svære at holde rene, og derfor afprøver Frank en helt ny metode for at holde skidtet væk. Drivhuset skal have støbt et bassin, som kan opfange regnvand og et nyt hegn får Frank til at nynne temaet fra tv-serien Dallas. |
| 8 - Ølbænk og fejlslagen roehøst     | 27. april 2022     | Det er på tide at Kastaniegaarden får en øl bænk, så Frank høvler resterne fra cypresshegnet og hænger bænken op på kalkbrænderiet. Det ser skidt ud med årets roehøst og Frank er bekymret for, om der er foder nok til vinteren. Den gamle høvogn skal renoveres, og der skal plantes salat ud fra mistbænken. |
| 9 - Jordbær og fåreflyt              | 4. maj 2022        | Møllebyggeriet på Kastaniegaarden er nu så langt fremme, at Frank kan tage på jernstøberi for at få støbt det nav, der skal holde på møllevingerne. Jordbærsæsonen er i gang, og der er så mange bær, at det kniber med at få dem spist. Tagvinduerne på møllehuset skal kittes og så skal fårene flyttes for at give plads til overnattende medhjælpere. |
| 10 - Møllebyg                        | 28. september 2022 | Laden er fyldt med hø, roerne er luget for anden gang og taget på møllehuset er tækket. Nu kan Frank endelig komme i gang med at bygge på stokmøllen igen, og han har inviteret vennerne fra nær og fjern til arbejdsuge. Der skal laves vingebjælker og møllehoved, og så får en gammel skibsskrue nyt liv. |
| 11 - Møllerejsning                   | 5. oktober 2022    | På Kastaniegaarden er Frank og vennerne nu så langt med delene til stokmøllen, at den skal samles for første gang. Navet, som Frank lavede modellen til og siden fik støbt, bliver finpudset og får tilpasset vingerne. Og med hjælp fra motorsamlingens kranbil bliver stokken rejst. |
| 12 - Tørring og kæmpehøstak          | 12. oktober 2022   | Høsten nærmer sig og Alma og Johann hjælper med at lave nye tørrestativer til tørring af hø mv. Der skal skiftes oliefilter på minilæsseren, og så får Frank brug for en stige for at redde Johann ned fra en kæmpehøstak. Et asketræ er væltet i køkkenhaven pga asketoptørre. Frank udnytter situationen og høster løvhø af det væltede træ. |
| 13 - Eddikemor og blommer            | 19. oktober 2022   | Rødgran skæres op til tømmer til laftebyg og Frank viser et smart trick til at håndtere rundtømmer på savværket. En hassel formeres ved hypning omkring de nye skud og vandes for at fremme rodsætningen. Kastaniegaardens 13 år gamle eddikemoder skal tømmes for første gang og Frank finder uventede ting. Stokmøllen skal have stillads, der skal saves flere spån og så skal Opal blommetræet smages. Der dyrkes roefrø fra sidste års roe til næste års såning.                                     |
| 14 - Kyllingejagt og grødeskæring    | 26. oktober 2022   | Frank bruger mange timer på at lægge skrukke høns på æg, men når det lykkes, så skal kyllingerne fanges. De høstede og tørrede linser tærskes på det gamle Nordsteen tærskeværk. Lervæggene på Kastaniegaarden kan ikke tåle slag og stød, så Frank tilpasser en pynteliste med damp. Og så skal der skæres grøde i bækken. |
| 15 - Forsvundne frø og hørhøst       | 2. november 2022   | Selvom det regner hele tiden, tør Frank ikke vente længere med at høste sine solsikker, men kernerne er pist væk. Så går det bedre med at høste hør og tallerkenploven bliver fundet frem i brændenælderne. Boghveden høstes og sættes til tørring på tørrestativ. |
| 16 - Stormsikring og indianerbananer | 9. november 2022   | Den første efterårsstorm er bebudet, så Frank får travlt med at sure alle Kastaniegaardens stilladser fast. Selvom Frank ikke er vild med plastik, så er det godt til ukrudtsbekæmpelse og det sparer diesel og plov. Kinakålene sået i juli bliver bundet op, og så vil Frank forsøge sig med at plante indianerbananer. Morbærtræet stynes. Et gammel termovindue skilles ad og får nyt liv. OBS: Termoruder fra før 1977 kan indeholde PCB, så de bør ikke benyttes.                                   |
| 17 - Peber og rådne vinduer          | 16. november 2022  | Det er efterår og hesten Pilippa er begyndt at bide i låger og hegn, og Frank giver træværket en tur med peberkværnen for at få hende til at holde op. Hvad fatter gør er altid det rigtige ifølge H.C Andersen, men i stedet for en poser rådne æbler, så kommer Frank hjem med en vognfuld rådne vinduer. Med lidt snarrådighed lykkedes det at modificere et vindue til at passe i møllehuset. Tortillamajsen høstes i køkkenhaven og der sættes et hegn af skaller op langs vejen ved møllebygningen. |
| 18 - Julemirakel og Pay back         | 29. november 2022  | Så blev det endelig jul på Kastaniegaarden og den gås, som har terroriseret alle, skal slagtes og plukkes. At får kan stadig kan afgræsse i den usædvanligt varme december skaber både glæde og bekymring over et klima under forandring. Den gamle Singer symaskine skal repareres, og får en fremtrædende plads i jule værkstedet. Til Franks store overraskelse sker der et julemirakel: Koen Anna nedkommer med en velskabt julekalv.                                                                 |

### Sæson 2023
| Afsnit                              | Først tilgængelig  | Resume |
| ----------------------------------- | ------------------ | --- |
| 1 - Skurvogn og søde kartofler      | 12. april 2023     | Den gamle skurvogn skal have nyt hjem, og det giver Frank nye muligheder og en langt bedre udsigt fra Kastaniegaarden. Der bygges en kant af store fliser til den kommende belægning ved hestestalden. Der skal tages rødbeder op inden frosten, men udbyttet er desværre ynkeligt - til gengæld er de søde kartofler kæmpestore. |
| 2 - Arkæologi og anorak             | 19. april 2023     | Frank har mistet sin yndlingsanorak, og efter at have pustetestet nyt lærredsstof kommer Singer-symaskinen på arbejde med at lave en ny anorak. Tagrørene ved Grenå høstes med den hollandske høstmaskine. Under den årlige rensning af pigstenene dukker en mærkelig rende frem, og Frank kan ikke gennemskue, hvad den har været brugt til. Vinduerne til møllehuset behandles med linoliefernis inden det videre arbejde.         |
| 3 - Hedgelaying og Holland          | 26. april 2023     | For at holde rotterne væk fra Hønsehuset, skal det løftes op på et punktfundament, så donkraft og skovl kommer i brug. Frank vil forsøge sig med at lave et hegn efter engelske traditioner og så tager han til Holland for at få inspiration til at forædle den kommende rørhøst. Et vindue monteres i møllehuset |
| 4 - Storkerede og æblegrød          | 3. maj 2023        | Storken gæster Kastaniegaarden hvert år, men den flyver hurtigt væk igen, så Frank går i gang med at renovere storkereden i håb om, at storken bliver bare lidt længere. Sidste års høst af Bramley æbler bliver lavet til æblegrød og mistbænkene graves ud for at gøre klar til nyt hestemøg. |
| 5 - Pigsten og påskelam             | 10. maj 2023       | Frank forårsrengør pigstensbelægningen, og ferskentræet i drivhuset, som aldrig har været nogen succes, skal udskiftes med et nektarintræ. Og endnu et sikkert forårstegn på Kastaniegaarden - der er blevet læmmet et dalmatinerlam. Frank viser sin nybyggede vogn frem |
| 6 - Såtid og sveskeblommepodning    | 17. maj 2023       | Det er såtid og på Kastaniegaarden bliver hesten Solveig spændt for harve og såmaskine. I drivhuset er foråret i fuld gang og Frank forsøger sig med en sveskeblomme-podning. |
| 7 - Gåsemord og osteproduktion      | 24. maj 2023       | Koen Leonora er nedkommet med en død kalv og Kastaniegaarden er dobbelt ramt, fordi ræven har taget alle gæssene. Heldigvis har Frank fundet en jerseykalv, som Leonora har taget godt imod, men Frank er i tvivl om, at der skal være gæs igen på gården. Der støbes en afsluttende kant på belægningen ved hestestalden og der sættes jordskokker bag kalkbrænderskuret.                                                           |
| 8 - Storkepar og vindueskitning     | 31. maj 2023       | Til Franks store glæde er et storkepar ankommet til Kastaniegaarden, hvor parret checker den nyrenoverede og indflytningsklare storkerede ud. Der skal laves hegn og kittes vinduer, og Frank nyder at det er sæson for at kunne malke udenfor. |
| 9 - Tækkerør og tjørnegilde         | 7. juni 2023       | Frank sorterer tækkerør og er spændt på om han består testen som tagrørsrenser. Han får nemlig besøg af tækkemændene Bjarne og Tony, som skal aftage hans tagrør. Fårene bliver flyttet og kaster sig over tjørnehækken og Frank får hjælp til at tagdække rørstakken. |
| 10 - Den store muredag              | 14. juni 2023      | Frank får besøg af et stort murersjak ledet af Mikael Martlev, der skal hjælpe ham med at få styr på stuehusets østgavl, som har drillet i årevis. Børnene hjælper til med at lave læskemørtel af hjemmebrændte kalksten til sjakket. Der skal laves kalk og filtses, men der skal også tilses tomatplanter og nektarintræ i gartnerierne. Mikael viser hvordan man laver gammeldags mørtel til finpuds af læsket kalk og strandsand |
| 11 - Ajle og grimesyning            | 27. september 2023 | Frank har fundet en gammel ajlebeholder på Kastaniegaarden, og den skal selvfølgelig graves fri, fordi Frank drømmer om at lave den om til et karpebassin. Entrepenørene Børge og Lars komme forbi og graver den fri. Hesten Fillipa skal have syet en ny grime, og der skal laves smør. |
| 12 - Ny traktor og gamle river      | 4. oktober 2023    | Frank har købt en ny traktor, men kan ikke bruge frontlæsseren til noget, så den skal afmonteres. Den gamle rive skal have nye tænder og så vender storken tilbage. |
| 13 - Svejsning og mølleplatform     | 11. oktober 2023   | Frank skal lave en platform til møllen, så Henrik fra motorsamlingen hjælper med svejsninger og en kran til at løfte den på plads. Der skal laves ost og med hjælp fra hunden Kajsa bliver majsen håndluget. |
| 14 - Kirsebær og spån               | 18. oktober 2023   | Franks podede kirsebærtræer giver et væld af bær, men der skal kravles højt for at nå dem. Der skal sømmes flere spån i møllen, gårdspladsens figenbuske skal smages og ajlebeholderen skal indhegnes. |
| 15 - Møllestok og havre høst        | 25. oktober 2023   | Tagrørshøsteren kommer frem for at høste byg og havre og Frank er spændt på resultatet. Møllestokken skal have en beskyttende skal og så giver tærskeværket problemer - ærterne bliver banket i stykker. |
| 16 - Pindsvin og hasselnød          | 1. november 2023   | Det er et godt nøddeår på Kastaniegaarden, og Alma og Frank går i gang med at smage på hasselnødderne, mens de er helt friske. Et pindsvin forsøger at gemme sig under løgkasserne, og så er solsikkerne blev ribbet for kerner, så nu er der ikke noget vinterforråd til fuglene. Frank klunser pandeplader fra et hus der står til nedrivning i nabolaget                                                                          |
| 17 - Sakseslibning og sikkerhedsnet | 8. november 2023   | Frank drager til den gamle by i Århus for at lære at hulslibe sakse og få trimmet hårlokkerne. Hjemme på Kastaniegaarden skal der laves et trådnet rundt om karpebassinet, så fårene ikke falder i. I køkkenhaven er bønnestativet væltet, fordi Frank har bygget det for højt, og så skal der sås pak-choi og rucola. |
| 18 - Æblepres og sej senegræs       | 15. oktober 2023   | Frank spænder hesten Solveig for harven i håb om at få bugt med senegræsset i marken og så skal Frank tage sig i agt for de æblemost glade hvepse, når han går i gang med at presse årets høst. Mosten gemmes i en såkaldt sundhedsfad, en trykbeholder hvor det kan holde sig i lang tid. Og så venter der en overraskelse i hønsehuset.                                                                                            |
| 19 - Tudser og masser af nødder     | 22. november 2023  | Kastaniegaardens fremtidige karpedam skal tømmes for tudser og kartoffelhøsteren skal repareres inden årets kartoffelhøst. Og så mindes Frank ikke, at han har samlet så mange nødder sammen før. Han høster både hjertenød, hasselnød og valnød. |
| 20 - Majshøst og havtorn            | 29. november 2023  | Efter flere års pause beslutter Frank at fryseren skal fyldes med den flotte orange Havtorn og så har den eksotiske storfrugtede berberis overlevet Franks le og skal tørres. Og endelig er majsen plukkemoden, så Frank ifører sig sin nepalesiske kurv og går i gang med høsten. |
| 21 - Juletræsæbler og julelampe     | 4. december 2023   | Det er jul på Kastaniegaarden og Frank og hunden Kaysa hænger æbler på juletræerne for at fodre fuglene. Valnøddehøsten har været god, så Frank forsøger sig med at bage valnødde snurrer. Og så smeder Frank sammen med Sven Briske en olielampe med 8 væger for at skabe den helt rigtige julebelysning. |

### Sæson 2024
| Afsnit                                       | Først tilgængelig | Resume |
| -------------------------------------------- | ----------------- | --- |
| 1 - Havtorn og ny esse                       | 28. februar 2024  | Frank har længe ønsket sig nogle bedre forhold i smedjen, så han går i gang med at bygge en ny esse - nu med håndsvingsblæser. Havtornbær er så bløde, at de er svære at få af, uden de går i stykker, så efter en tur i fryseren banker Frank bærrene af grenene. Æblemosten i tryktanken gærer lystigt og laver højt tryk i tanken. Koen Anna er slagtet og hænger til modning i stakladen. For at teste den nye esse, beslutter Frank at smede et bålstativ. |
| 2 - Partering og passere                     | 6. marts 2024     | Frank har et par gamle passere, som skal repareres, inden de skal bruges til at ridse mønster i et nyt køkkenskab. Frank går i gang med at partere en ko, som gerne skal forsyne Kastaniegaarden med oksekød i de næste par år. Peberrod høstes i køkkenhaven og akkompagnerer det hjemmelavede sprængte oksebryst på en rugbrødsmad |
| 3 - Køkkenskab og kofedt                     | 13. marts 2024    | Frank går i gang med at udsmykke det nye køkkenskab med håndskårne rosetter. Benene fra den slagtede ko kommer i den store suppegryde, og koen bliver udnyttet til det sidste, når det urene fedt bliver kogt til sko imprægnering. |
| 4 - Koklip og røget bacon                    | 20. marts 2024    | Koen Dagmar har alt for meget pels, så Frisør Frank giver hende en ny frisure. Den gamle rygeovn har ikke været brugt i lang tid, men nu skal der ryges igennem, så Kastaniegaarden kan få bacon igen. Frank viser hvordan åen for alvor er begyndt at ændre sit forløb. |
| 5 - Rørhøst og spadeskaft                    | 27. marts 2024    | Frank er i fuld gang med rørhøsten som er vådere end nogensinde før. Frank har lovet sig selv, at hvis han ikke finder en bedre måde at køre rør ud, inden han bliver 40 år, så skal der ikke høstes mere. Og så trænger Frank til en ny spade og går på værkstedet og snitter et skaft med inspiration fra et gammel skaft fra civilforsvaret. Fliser lægges i sildebensmønster på underlag af støbemix                                                        |
| 6 - Ålegræs og cider                         | 3. april 2024     | Det er ti år siden, at stråtaget stod færdigt på Kastaniegaarden og nu skal mønningen udskiftes, så Frank og Theresa går i gang med at sno ålegræs. Det har været et godt æble-år, og de mange liter cider skal omstikkes. Haslen der blev forsøgt opformeret ved nedkrogning for et par år siden har dannet rødder og planterne klippes af og sættes i planteskole                                                                                             |
| 7 - Tømmer og nyt lys                        | 10. april 2024    | Frank er kommet til at købe en masse træstammer, og de skal skæres op, inden de rådner. Møllehuset skal have ny belysning, og selvom Frank er lidt betænkelig ved moderne LED lys, så er Kastaniegaarden jo ikke noget friluftsmuseum. |
| 8 - Kunsten at stakke                        | 17. april 2024    | Franks nyskårede tømmer skal oplagres, og det er supervigtigt, at det kommer til at ligge lige og ensartet med masser af luft imellem og med tag over. Den gamle mistbænk skal hovedrenoveres, så musene ikke kan komme ind. Frugttræerne i den nyanlagte frugtlund beskæres |
| 9 - Nye lam og tjørnestiklinger              | 24. april 2024    | De første forårstegn er ankommet på Kastaniegaarden - seks nye lam er læmmet. Der etableres en afprøvning af linsesorter i køkkenhaven. Planteskolen får tilført nye tjørnestiklinger af egen avl, og så er hunden Kaysa drægtig. |
| 10 - Storkemylder og hvalpekuld              | 1. maj 2024       | Storken er ankommet og hunden Kajsa er nedkommet med fem hvalpe, så Frank har tilbragt nætterne i bryggerset, for at hjælpe til. Kastaniegaarden er blevet udvidet med ti hektar, som skal indhegnes og tilplantes en lang stribe til 4 % - brak. 200 hegnsstolper produceres af gamle jernrør fra en svinestald til 3 km hegn. |
| 11 - Fårebæ og forsvundne rør                | 2. oktober 2024   | Frank vil gerne have fårene til at græsse under frugttræerne og for at fårene ikke skal spise blommetræerne, så pensler Frank stammerne med fårebæ med inspiration fra hvad han har set i Ardeche i Sydfrankrig. Karpedammens rør skal findes under jorden og i den ene ende skal bassinet skal fyldes med sten. |
| 12 - Vintage cykelsæde og klodsegulv         | 9. oktober 2024   | Frank synes ikke at det er fedt at cykle, men med den nye mark et stykke væk fra Kastaniegaarden, har han købt en cykel. Sædet er dog alt for nyt, så det skal skiftes. Og så skal klodsegulvet i smejden gøres færdig. |
| 13 - Havestol og hundehvalpe                 | 16. oktober 2024  | Hundehvalpene er efterhånden blevet store nok til at komme ud i solen, og det er også vejr til at reparere havestolen. Og så skal vandvognens støttehjul repareres. |
| 14 - Karpedam og høvogn                      | 23. oktober 2024  | Frank gør endnu et forsøg på at tætne Kastaniegaardens kommende karpedam og roerne skal renses uden at skræmme storkene væk. Hesten Solveig har brugt høvognen som kløpind hele vinteren, så den skal rettes ud og have en ny bund inden høsten. |
| 15 - Ålegræsisolering og sivhøst             | 30. oktober 2024  | Frank kravler ned i en kælderskakt for at isolere den med ålegræs og så tager han ud på Randers Fjord med Karsten for at høste siv. Storkene skal fodres, så de ikke flyver væk og Frank går i gang med at stiklingeformere en lavendelbusk. Frank er efter 10 år kommet frem til den gode løsning til sålbænke på stuehuset og bukker og lodder zink til formålet                                                                                              |
| 16 - Storkemærkning og stigebyg              | 6. november 2024  | På Kastaniegaarden er storkeungerne nu så store, at de skal ringmærkes, og så smeder Frank en stige, der skal sættes fast på mølletaget. Og så skal hvidløgene tørres, og de første ferskner på sydsiden af kalkbrænderskuret skal prøvesmages. |
| 17 - Høtørring og tomatsmagning              | 13. november 2024 | Høsten af hø på Kastaniegaarden er udfordret af det våde vejr, så Frank hænger det halvtørre hø op på stativer. De sydamerikanske tomater skal plukkes og smages og så skal der mures med mørtel fra det nedkulede mørtel i grovkøkkenet. |
| 18 - Økseslibning og læskur                  | 20. november 2024 | Frank har fundet et gammelt øksehoved som skal slibes op og have et nyt skæfte, og så får hestene et nyt læskur. Eksperimentet med linser og sorte kikærter kan endeligt konkluderes. Og så synes Frank at nedfaldsæbler er en glemt nydelse. |
| 19 - Nye porte og nixtamalisering            | 27. november 2024 | Savværkshuset er åbent i begge ender og giver lidt gennemtræk, så nu går Frank i gang med at lave to porte. De laves som revledøre af det cyprestømmer og smedes stabler til porthængslerne. Og så har Frank besøg af kokken Camilla, som skal hjælpe ham med at nixtamalisere tortillamajsen og lave majstortillas. |
| 20 - Oversvømmet køkkenhave og fåreslagtning | 4. december 2024  | Kastaniegaardens køkkenhave står under vand, og grønsagerne rådner, så Frank overvejer, om haven skal flyttes i fremtiden. Der skal høstes græskar og roer, og så er det tid til at slagte de første lam. Et af de nøgenfrøede græskar åbnes og inspiceres for om der nu er græskarkerne. |
| 21 - Julegaver af siv og kanekørsel          | 11. december 2024 | Sneen har lagt sig over Kastaniegaarden, hvilket får Frank til at reparere en gammel sparkstøtte, så han kan spænde hesten Solveig for og komme i julestemning. Frank har altid gerne villet lære at lave sivsko, så han går i lære hos Karsten fra Uggelhuse for at lave en julegave til Theresa. Af oksetalgen fra årets koslagtning laves der tællelys. Frank laver fladbrød af kartofler og mel i 1:1 til resterne af julegåsen.                            |

### Diverse
| Afsnit                     | Først sendt       | Resume |
| -------------------------- | ----------------- | --- |
| Op mod jul                 | 20. december 2011 | Frank tilpasser stof-dækket på en pulk, og Frank på ski og Johan i pulk trukket af Malik kører ud og lægger mad ud til rådyrene. Gæs slagtes, dunene plukkes af Frank og Theresa og bruges til en dyne som Frank syer til sin to måneder gamle datter Alma. Æbleringe hænger til tørring over brændeovnen, og der laves løgmarmelade. Hele familien er på julemarked, hvor de prøvesmager øl, og Frank besøger bødkeren Lars, som laver træ-kageforme på en drejebænk fra 1898.                      |
| Bonderøven kommer til byen | 23. november 2013 | Frank besøger diverse mennesker som dyrker frugt og grøntsager inde i København. |
| Bonderøven bygger (1:2)    | 2 januar 2014     | Glimt fra bygningen af det nye stuehus. Kampestenen vises fra byggeaffald til fundament. Træet til bindingsværket ankommer og skæres til bjælker. Frank får lov af myndigheder til at rive det gamle hus ned, og nedrivningen vises. Der laves en kalkovn, og brændes kalk til mørtel. Der modtages blåmuslingeskaller til isolering. Der høstes tagrør til stråtag. Franks venner fra hele Norden kommer og hjælper med at rejse bindingsværk.                                                      |
| Bonderøven bygger (2:2)    | 9. januar 2014    | Glimt fra bygningen af det nye stuehus. Franks venner rejser bindingsværk. Der brændes mursten. Huset stråtækkes. Ydervæggene mures op. |
| Jul                        | 22. december 2016 | Frank laver leverpostej og syltede rødbeder med hjemmelavet nytappet æbleeddike. Frank og Johan sanker grene med havtorn-bær, som så fryses så bærene falder af grenene. Frank laver en værktøjskasse til Alma. Der skøjtes på isen på engen. De fire DR-medarbejdere som laver TV-programmet hjælper med at kalke indvendigt i det nye hus. Frank og Alma laver et fuglefoderbræt. Frank og Alma fodrer husdyrene. Programmedarbejderne holder julefrokost med Bonderøven og familie i det nye hus. |
| Jul på Kastaniegården      | 28. december 2017 | Frank og Johan laver lygter i værkstedet. Et badekar har fundet vej til Kastaniegården, og Theresa og frank smører det ind i brun sæbe og pakker det ind i plast. Badeværelset i det nye hus får en vask. Frank graver kloak og fører vand ind i det nye hus. Det har sneet og Frank kører slæde med Solveig sammen med Johan og Alma. Familien flytter ind i det nye hus og indretter sig. De pynter op og holder jul i det nye hus.                                                                |
| Jul på Kastaniegården      | 20. december 2018 | Frank laver en dejspand i træ som julegave til Theresa, ligesom den de så i Finland. Han får hjælp af ven laver med gammelt bødkerværktøj. Frank sætter Johan og Alma i gang med at sætte fod på juletræet, så de på egen hånd kan gøre det. Theresa og Frank laver hybenlikør, og til forskel fra sidste gang, så følger de opskriften. |